# Moret-Loing-et-Orvanne
Moret-Loing-et-Orvanne est une commune française située dans le département de Seine-et-Marne en région Île-de-France.
Elle est créée en 2017 sous le régime juridique de la commune nouvelle, issue de la fusion de cinq anciennes communes (Moret-sur-Loing, Écuelles, Montarlot, Épisy et Veneux-les-Sablons) avec deux étapes intermédiaires, la création des communes nouvelles éphémères d'Orvanne (fusion de Moret-sur-Loing et Écuelles en 2015) et de Moret Loing et Orvanne (fusion d'Orvanne, Montarlot et Épisy en 2016) aujourd'hui disparues.

## Géographie

### Localisation et communes limitrophes
Moret-Loing-et-Orvanne est située en lisière de la forêt de Fontainebleau, aux bords du Loing et à proximité du confluent de la Seine. L'Orvanne et le Lunain serpentent dans les alentours, non loin du canal du Loing, creusé pour faciliter la navigation fluviale.
La commune se situe à 26,34 km par la route de Melun, préfecture du département, à 9,80 km de Fontainebleau, sous-préfecture  et à 12,09 km de Montereau-Fault-Yonne, bureau centralisateur du canton de Montereau-Fault-Yonne dont dépend la commune depuis 2015. La commune fait en outre partie du bassin de vie de Champagne-sur-Seine.
Les communes les plus proches sont : Saint-Mammès (1,5 km), Champagne-sur-Seine (2,8 km), Vernou-la-Celle-sur-Seine (2,9 km), Thomery (4,4 km), Villecerf (5,7 km), La Grande-Paroisse (6,7 km).
| Thomery Champagne-sur-Seine     | Saint-Mammès           | Vernou-la-Celle-sur-Seine              |
| Fontainebleau                   | Moret-Loing-et-Orvanne | La Grande-Paroisse Ville-Saint-Jacques |
| Montigny-sur-Loing La Genevraye | Villemer               | Villecerf                              |

### Évolution du territoire
De 1793 au 1er janvier 2015, les cinq communes de Moret-sur-Loing, Écuelles, Montarlot, Épisy et Veneux-les-Sablons sont autonomes. Le 1er janvier 2015, Moret-sur-Loing et Écuelles fusionnent au sein de la commune nouvelle d'Orvanne. Le 1er janvier 2016, la commune nouvelle de Moret Loing et Orvanne est créée en lieu et place des communes d'Épisy (77170), de Montarlot (77299) et d'Orvanne (77316). Le 1er janvier 2017, la commune nouvelle de Moret-Loing-et-Orvanne est créée en lieu et place des communes de Moret Loing et Orvanne (77316) et de Veneux-les-Sablons (77491).
Cette démarche ne s'est pas faite sans polémiques, et, le 16 novembre 2016, 21 conseillers municipaux de Moret Loing et Orvanne (onze d’Écuelles, cinq de Moret-sur-Loing et cinq d’Épisy) ont démissionné de leur mandat pour protester contre la décision prise, selon eux, par le maire Patrick Septiers de réaliser sans concertation et dans l'urgence la fusion avec la ville voisine de Veneux-les-Sablons. À la suite de la rétractation de deux démissionnaires, il n'y a pas eu de nouvelles élections municipales. Le maire délégué démissionnaire d'Écuelles, Jean-Christophe Paquier, a contesté en justice, sans succès, ces rétractations,,. Cela n'empêche pas les conseils municipaux d'approuver la fusion, le 21 décembre 2016 pour Moret Loing et Orvanne, et le 24 novembre 2016 pour Veneux-les-Sablons, amenant à la décision préfectorale de créer au 1er janvier 2017 Moret-Loing-et-Orvanne (avec des traits d'union entre les mots), toujours sous le régime juridique des communes nouvelles.
En 2023, une réflexion est engagée par la municipalité afin de procéder à l'altération éventuelle du nom de certaines voies, rendues doublées voire triplées des suites de la création de la commune nouvelle. La problématique des odonymes dédoublés concernerait 75 artères de la commune, soit environ 800 foyers.

### Relief et paysages
L'altitude varie de 45 mètres à 107 mètres pour le point le plus haut, le centre de la commune se situant à environ 56 mètres d'altitude (mairie).

### Géologie
Géologiquement intégré au bassin parisien, qui est une région géologique sédimentaire, l'ensemble des terrains affleurants de la commune sont issus de l'ère géologique Cénozoïque (des périodes géologiques s'étageant du Paléogène au Quaternaire),.

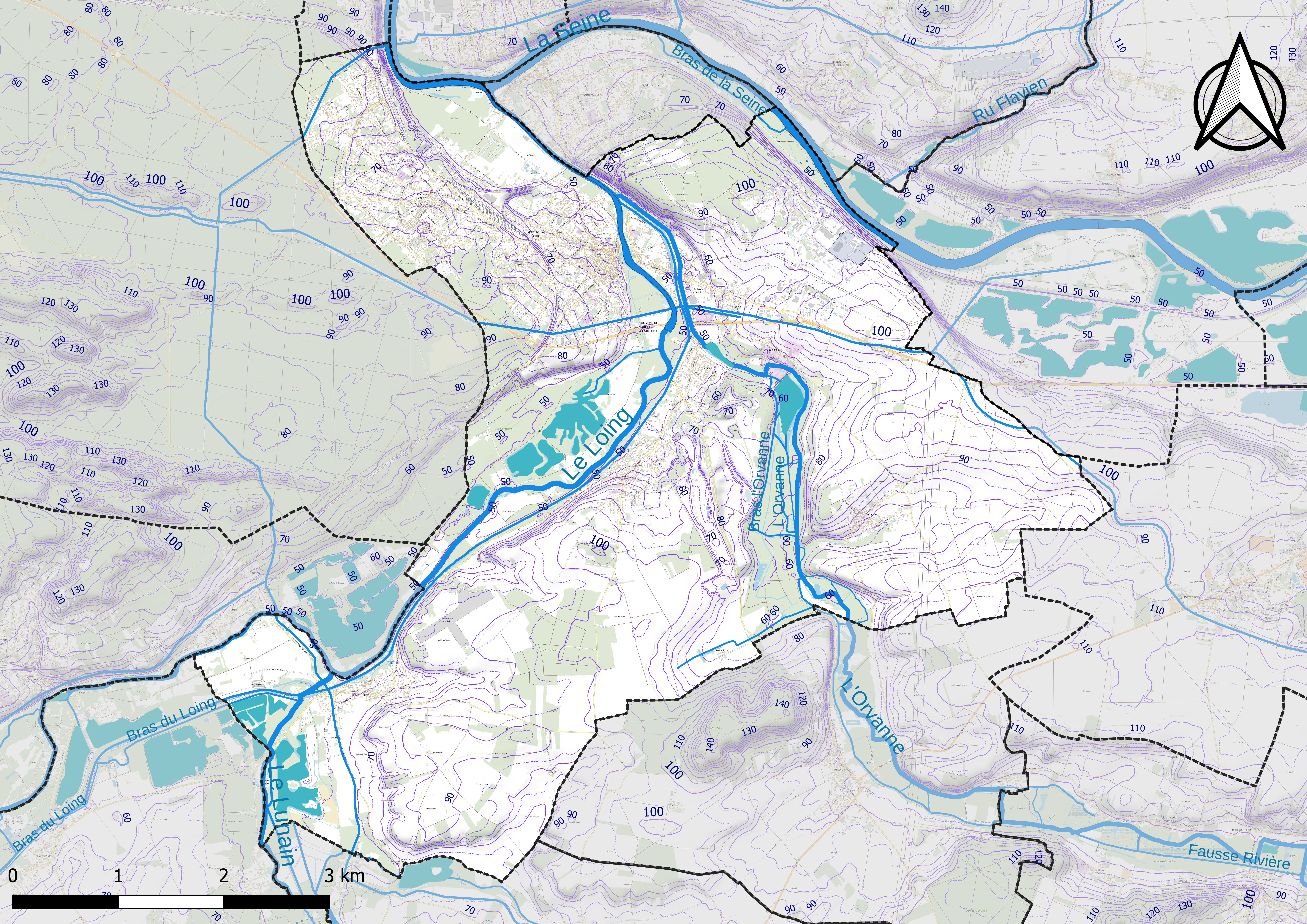
Carte du relief de Moret-Loing-et-Orvanne.
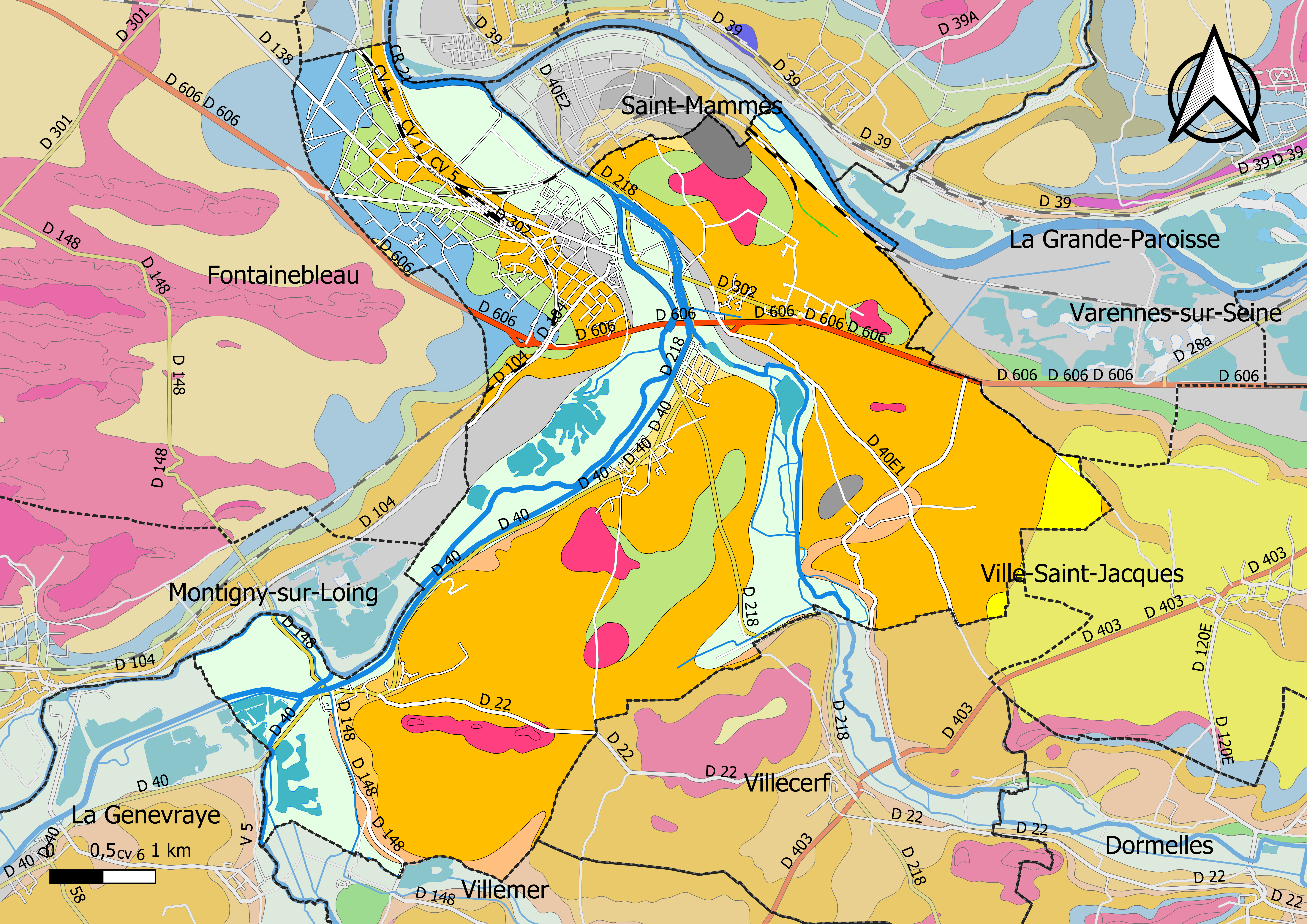
Carte géologique vectorisée et harmonisée de Moret-Loing-et-Orvanne.

|  | OE C : | Lœss calcaire, limon calcaire.                                                                               |
|  | LP :   | Limon des plateaux de composition argilo-marneuse.                                                           |
|  | Fz :   | Alluvions récentes : limons, argiles, sables, tourbes localement.                                            |
|  | Fy :   | Alluvions anciennes (basse terrasse de 0–10 m) : sables et graviers colluvions alluvions et apports éoliens. |
|  | Fw :   | Alluvions anciennes de haute terrasse (terrasse de 20–30 m) : sables et graviers.                            |
|  | Fv :   | Alluvions anciennes (terrasse de 45–55 m) : sables et graviers (= Cailloutis de Sénart).                     |

|  | g1GF : | Grès de Fontainebleau en place ou remaniés (grésification quaternaire de sables stampiens dunaires). |
|  | g1SF : | Sables de Fontainebleau, accessoirement grès en place ou peu remanié (versant).                      |
|  | g1CB : | Calcaire de Brie stampien et meulières plio-quaternaire indifférenciées.                             |
|  | g1AR : | Argile verte, Glaises à Cyrènes et/ou Marnes vertes et blanches (Argile verte de Romainville).       |

|  | e7C :  | Calcaire de Champigny, Calcaire de Château-Landon, Marnes de Nemours.            |
|  | e4AP : | Argile plastique sables et grès.                                                 |
|  | e4PP : | Poudingue à chailles conglomérat à silex Formation de Pers-en-Gâtinais (Loiret). |

### Hydrographie

#### Réseau hydrographique

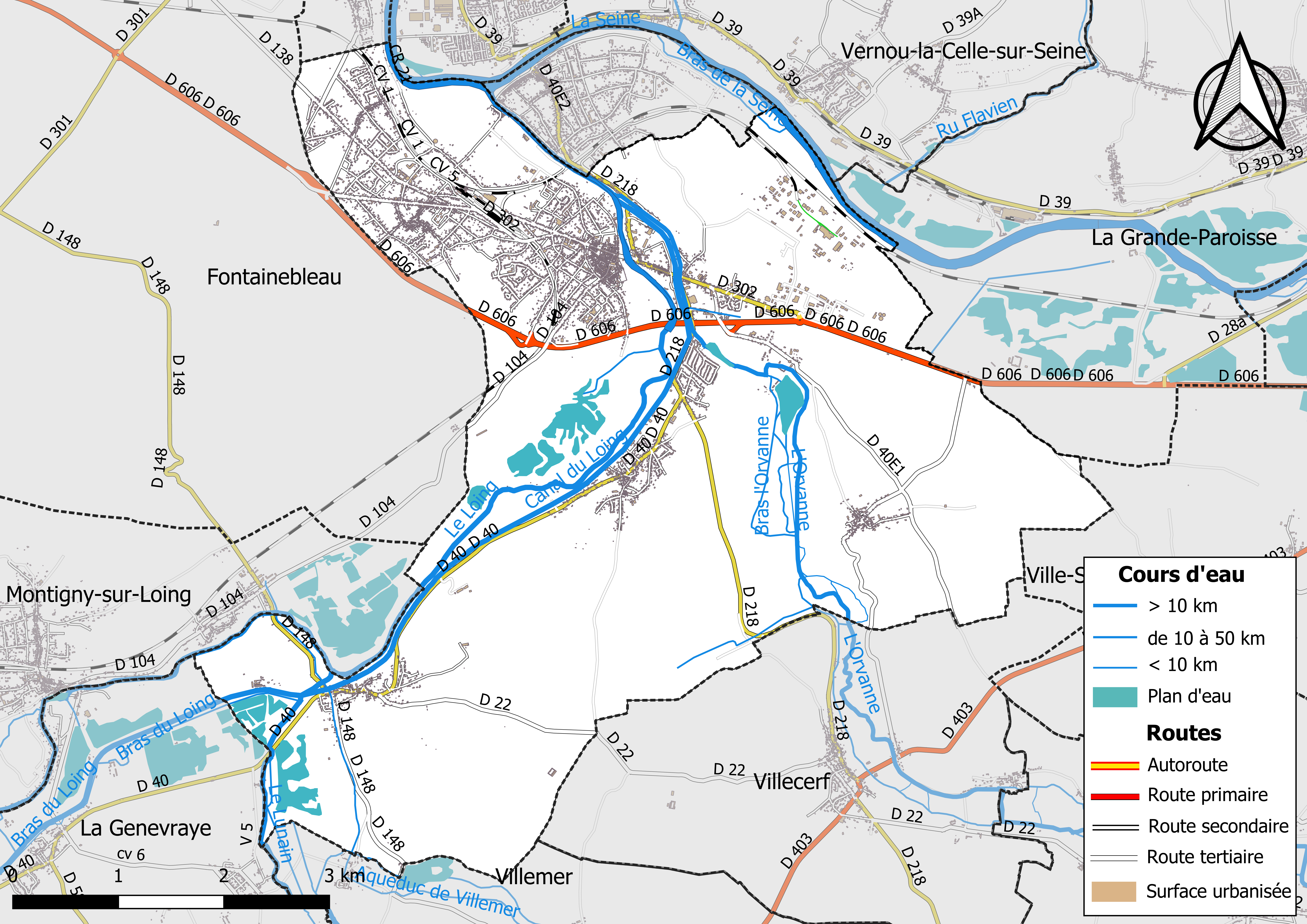
Carte des réseaux hydrographique et routier de Moret-Loing-et-Orvanne.

La commune de Moret-Loing-et-Orvanne est située dans le Bassin Seine-Normandie dans le secteur hydrographique « la Seine du Confluent de l'Yonne (exclus) au confluent de la Marne (exclus) »
Les principaux cours d'eau et aqueducs traversant ou longeant la commune de Moret-Loing-et-Orvanne sont : le canal du Loing, le Loing, l'Orvanne, la Seine, le Lunain et l'aqueduc de la Vanne,,,,.
Le canal du Loing, long de 46 km, relie (avec le canal d'Orléans et le canal de Briare) la Loire et la Seine.
Le Loing, longue de 142,73 km, affluent en rive gauche de la Seine.
L'Orvanne, longue de 38,84 km, affluent du Loing.

#### Gestion des cours d'eau
Afin d’atteindre le bon état des eaux imposé par la Directive-cadre sur l'eau du 23 octobre 2000, plusieurs outils de gestion intégrée s’articulent à différentes échelles : le SDAGE, à l’échelle du bassin hydrographique, et le SAGE, à l’échelle locale. Ce dernier fixe les objectifs généraux d’utilisation, de mise en valeur et de protection quantitative et qualitative des ressources en eau superficielle et souterraine. Le département de Seine-et-Marne est couvert par six SAGE, au sein du bassin Seine-Normandie.
La commune fait partie du SAGE « Nappe de Beauce et milieux aquatiques associés », approuvé le 11 juin 2013. Le territoire de ce SAGE couvre deux régions, six départements et compte 681 communes, pour une superficie de 9 722 km2. Le pilotage et l’animation du SAGE sont assurés par le Syndicat mixte du pays Beauce Gâtinais en Pithiverais, qualifié de « structure porteuse ».

### Climat
Pour des articles plus généraux, voir Climat de l'Île-de-France et Climat de Seine-et-Marne.
En 2010, le climat de la commune est de type climat océanique dégradé des plaines du Centre et du Nord, selon une étude du CNRS s'appuyant sur une série de données couvrant la période 1971-2000. En 2020, Météo-France publie une typologie des climats de la France métropolitaine dans laquelle la commune est exposée à un climat océanique altéré et est dans la région climatique Nord-est du bassin Parisien, caractérisée par un ensoleillement médiocre, une pluviométrie moyenne régulièrement répartie au cours de l’année et un hiver froid (3 °C).
Pour la période 1971-2000, la température annuelle moyenne est de 11,5 °C, avec une amplitude thermique annuelle de 15,6 °C. Le cumul annuel moyen de précipitations est de 703 mm, avec 11,5 jours de précipitations en janvier et 7,6 jours en juillet. Pour la période 1991-2020, la température moyenne annuelle observée sur la station météorologique la plus proche, située sur la commune de Fontainebleau à 9 km à vol d'oiseau, est de 11,1 °C et le cumul annuel moyen de précipitations est de 740,1 mm,. Pour l'avenir, les paramètres climatiques de la commune estimés pour 2050 selon différents scénarios d'émission de gaz à effet de serre sont consultables sur un site dédié publié par Météo-France en novembre 2022.

### Milieux naturels et biodiversité

#### Espaces protégés
La protection réglementaire est le mode d’intervention le plus fort pour préserver des espaces naturels remarquables et leur biodiversité associée,.
Les espaces protégés suivants sont présents sur la commune :
- « La Montagne Creuse et la Roche Godon », objet d'un arrêté préfectoral de protection de biotope, d'une superficie de 10 ha[34].
- le « Marais d'Épisy », objet d'un arrêté préfectoral de protection de biotope, d'une superficie de 41 ha[35].
- la « Plaine de Sorques », objet d'un arrêté préfectoral de protection de biotope, d'une superficie de 130 ha[36].
- la réserve de biosphère « Fontainebleau et Gâtinais », créée en 1998 et d'une superficie totale de 150 544 ha (46 056 ha pour la zone centrale). Cette réserve de biosphère, d'une grande biodiversité, comprend trois grands ensembles : une grande moitié ouest à dominante agricole, l’emblématique forêt de Fontainebleau au centre, et le Val de Seine à l’est. La structure de coordination est l'Association de la Réserve de biosphère de Fontainebleau et du Gâtinais, qui comprend un conseil scientifique et un Conseil Éducation, unique parmi les Réserves de biosphère françaises[37],[38].

#### Réseau Natura 2000

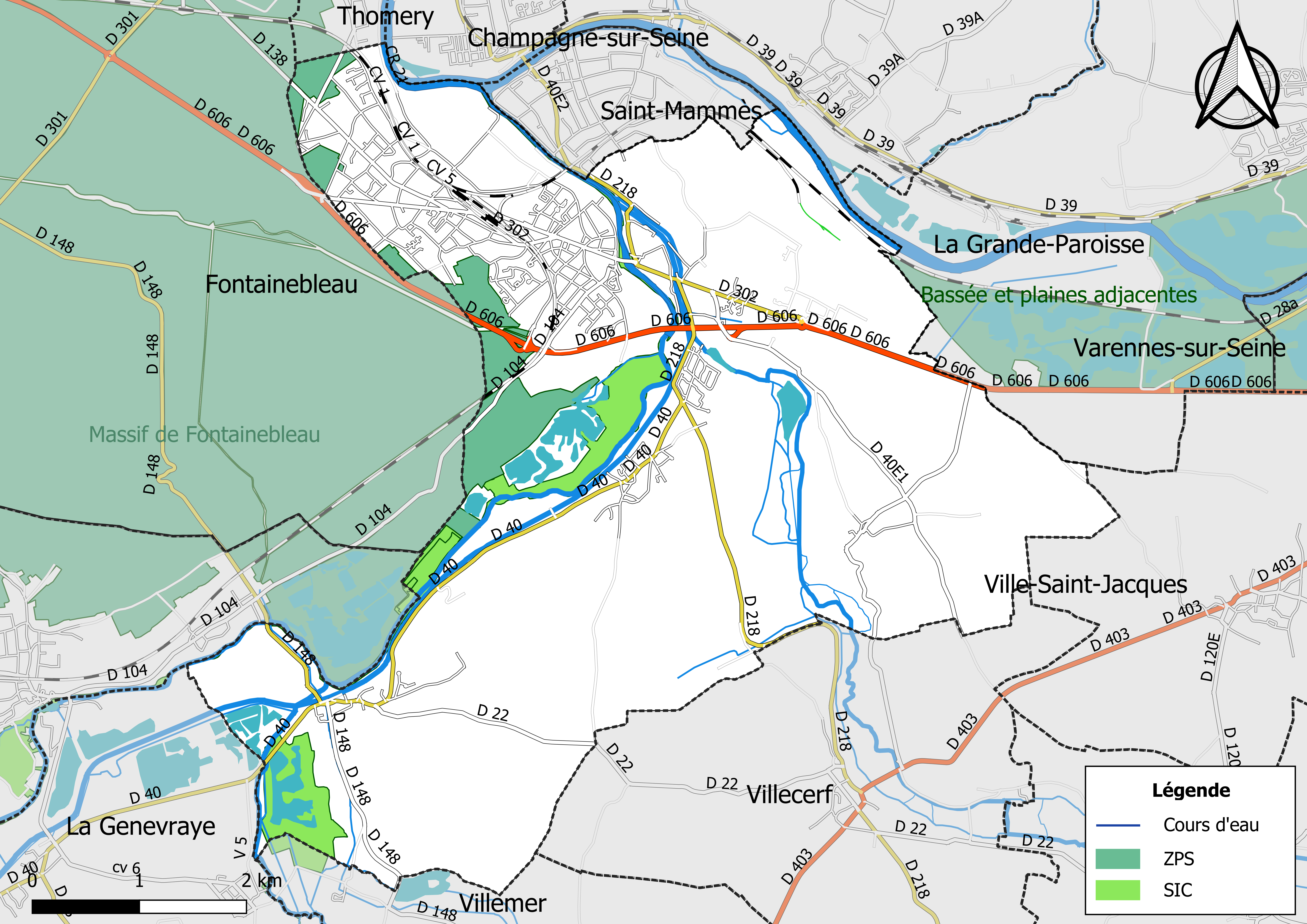
Sites Natura 2000 sur le territoire communal.

Le réseau Natura 2000 est un réseau écologique européen de sites naturels d’intérêt écologique élaboré à partir des Directives « Habitats » et « Oiseaux ». Ce réseau est constitué de Zones spéciales de conservation (ZSC) et de Zones de protection spéciale (ZPS). Dans les zones de ce réseau, les États Membres s'engagent à maintenir dans un état de conservation favorable les types d'habitats et d'espèces concernés, par le biais de mesures réglementaires, administratives ou contractuelles.
Trois sites Natura 2000 ont été définis sur la commune au titre de la « directive Habitats », :
- le « Massif de Fontainebleau », d'une superficie de 28 063 haCet espace constitue le plus ancien exemple français de protection de la nature. Les alignements de buttes gréseuses alternent avec les vallées sèches. Les conditions de sols, d'humidité et d'expositions sont très variées. La forêt de Fontainebleau est réputée pour sa remarquable biodiversité animale et végétale. Ainsi, elle abrite la faune d'arthropodes la plus riche d'Europe (3 300 espèces de coléoptères, 1 200 de lépidoptères) ainsi qu'une soixantaine d'espèces végétales protégées[41] ;
- la « Basse vallée du Loing », d'une superficie de 76,84 ha, localisée sur des alluvions modernes et anciennes des vallées du Loing et du Lunain. La tourbière alcaline d’Episy représente un des hauts lieux floristiques franciliens avec six espèces végétales protégées[42],[43] ;
- les « Rivières du Loing et du Lunain », d'une superficie de 400 ha, deux vallées de qualité remarquable pour la région Île-de-France accueillant des populations piscicoles diversifiées dont le Chabot, la Lamproie de Planer, la Loche de Rivière et la Bouvière[44],[45].

#### Zones naturelles d'intérêt écologique, faunistique et floristique
L’inventaire des zones naturelles d'intérêt écologique, faunistique et floristique (ZNIEFF) a pour objectif de réaliser une couverture des zones les plus intéressantes sur le plan écologique, essentiellement dans la perspective d’améliorer la connaissance du patrimoine naturel national et de fournir aux différents décideurs un outil d’aide à la prise en compte de l’environnement dans l’aménagement du territoire.
Le territoire communal de Moret-Loing-et-Orvanne comprend dix ZNIEFF de type 1,, :
- les « Bois de Malassis, marais et étang de Montarlot et coteaux adjacents » (207,46 ha)[47] ;
- le « Coteau calcaire de la Montagne Creuse » (21,31 ha), couvrant 2 communes du département[48] ;
- le « Coteau de la vallée Droite et vallée aux Loups » (25,98 ha), couvrant 2 communes du département[49] ;
- les « Coteaux de la vallée du Cygne » (7,62 ha)[50] ;
- le « Chêne Rond et la Vallée aux Anes » (22,43 ha)[51] ;
- le « Marais du Lutin » (36,28 ha)[52] ;
- le « Massif de Fontainebleau » (20 711,14 ha), couvrant 18 communes dont 17 en Seine-et-Marne et 1 dans l'Essonne[53] ;
- la « Plaine de Sorques » (119,55 ha), couvrant 2 communes du département[54] ;
- la « prairie et bois du Vieux Pont » (49,69 ha)[55] ;
- la « prairie la Trentaine » (61,56 ha)[56] ;

et trois ZNIEFF de type 2, :
- le « Marais d'Épisy » (50,11 ha)[57] ;
- la « vallée de la Seine entre Melun et Champagne-sur-Seine » (1 062,65 ha), couvrant 15 communes du département[58] ;
- la « vallée de la Seine entre Vernou et Montereau » (1 626,19 ha), couvrant 8 communes du département[59].

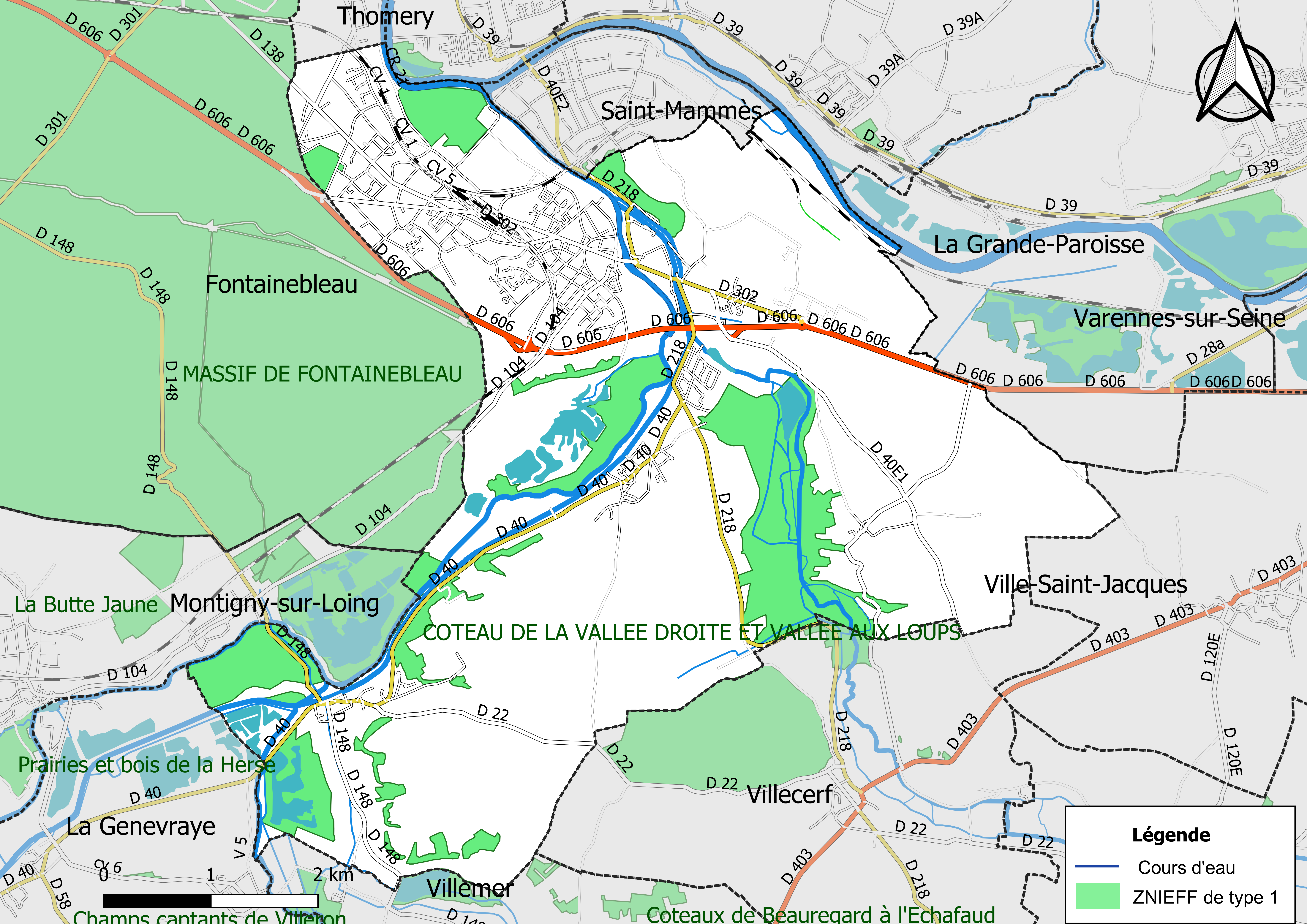
Carte des ZNIEFF de type 1 de la commune.
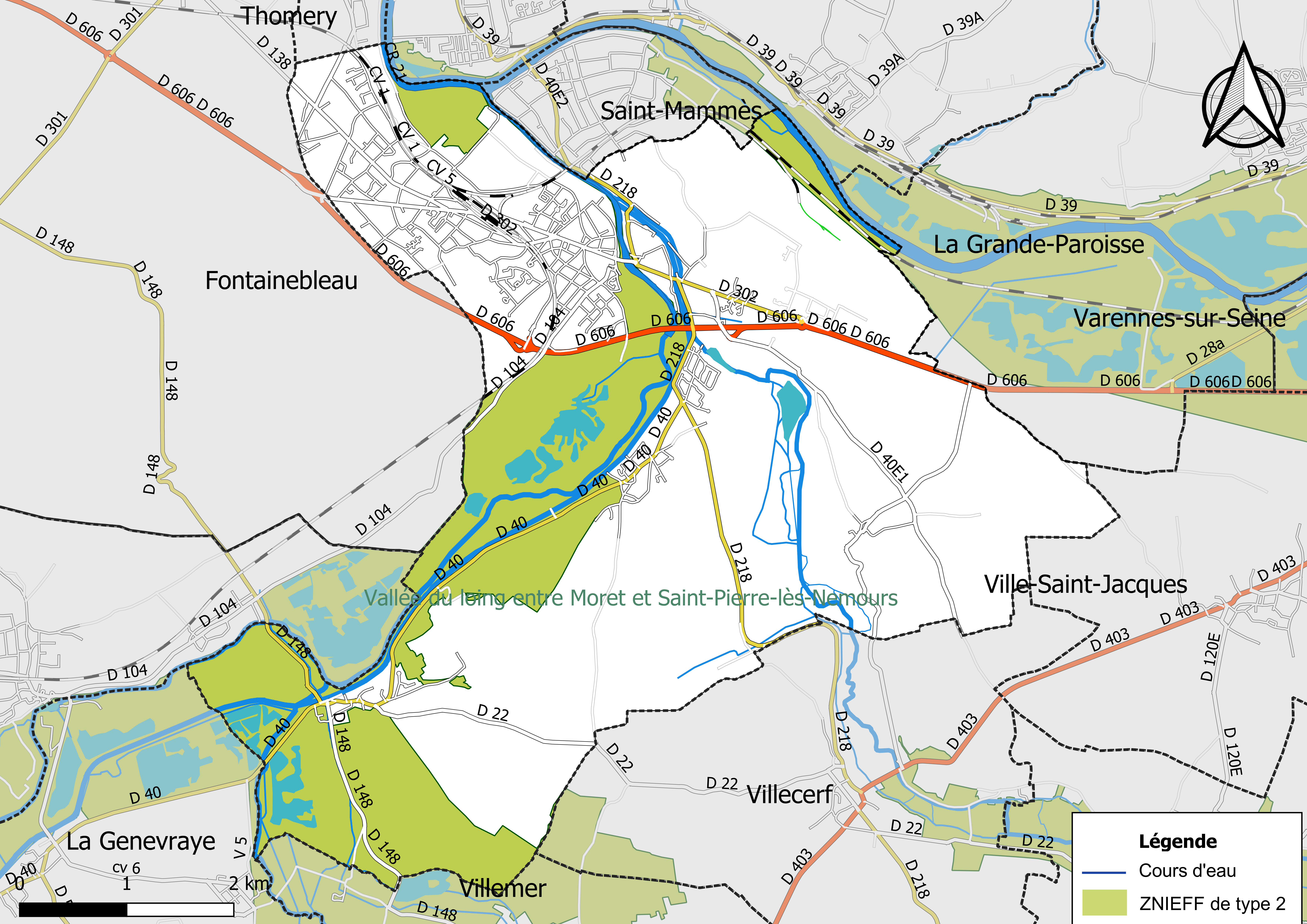
Carte des ZNIEFF de type 2 de la commune.

## Urbanisme

### Typologie
Au 1er janvier 2024, Moret-Loing-et-Orvanne est catégorisée centre urbain intermédiaire, selon la nouvelle grille communale de densité à sept niveaux définie par l'Insee en 2022.
Elle appartient à l'unité urbaine de Champagne-sur-Seine, une agglomération intra-départementale regroupant cinq  communes, dont elle est ville-centre,,. Par ailleurs la commune fait partie de l'aire d'attraction de Paris, dont elle est une commune de la couronne,. Cette aire regroupe 1 929 communes,.

### Occupation des sols
L'occupation des sols de la commune, telle qu'elle ressort de la base de données européenne d’occupation biophysique des sols Corine Land Cover (CLC), est marquée par l'importance des territoires agricoles (56,24 % en 2018), néanmoins en diminution par rapport à 1990 (61,23 %). La répartition détaillée en 2018 est la suivante :
terres arables (45,77 %),
forêts (19,53 %),
zones urbanisées (11,56 %),
prairies (5,86 %),
zones agricoles hétérogènes (4,61%),
mines, décharges et chantiers (3,59 %),
eaux continentales (3,32 %),
espaces verts artificialisés, non agricoles (2,02 %),
milieux à végétation arbustive et/ou herbacée (1,90 %),
zones industrielles ou commerciales et réseaux de communication (1,85 %).
| Type d’occupation | 1990        | 1990    | 2018        | 2018    | Bilan      |
| --- | ----------- | ------- | ----------- | ------- | ---------- |
| Territoires artificialisés (zones urbanisées, zones industrielles ou commerciales et réseaux de communication, mines, décharges et chantiers, espaces verts artificialisés ou non agricoles) | 428,08 ha   | 14,58 % | 558,11 ha   | 19,01 % | 130,03 ha  |
| Territoires agricoles (terres arables, cultures permanentes, cultures permanentes, zones agricoles hétérogènes)                                                                              | 1 797,87 ha | 61,23 % | 1 651,36 ha | 56,24 % | −146,51 ha |
| Forêts et milieux semi-naturels (forêts, milieux à végétation arbustive et/ou herbacée, cultures permanentes, zones agricoles hétérogènes, espaces ouverts sans ou avec peu de végétation)   | 613,33 ha   | 20,89 % | 629,11 ha   | 21,43 % | 15,79 ha   |
| Surfaces en eau (eaux continentales, eaux maritimes) | 96,77 ha    | 3,30 %  | 97,46 ha    | 3,32 %  | 0,69 ha    |

Parallèlement, L'Institut Paris Région, agence d'urbanisme de la région Île-de-France, a mis en place un inventaire numérique de l'occupation du sol de l'Île-de-France, dénommé le MOS (Mode d'occupation du sol), actualisé régulièrement depuis sa première édition en 1982. Réalisé à partir de photos aériennes, le Mos distingue les espaces naturels, agricoles et forestiers mais aussi les espaces urbains (habitat, infrastructures, équipements, activités économiques, etc.) selon une classification pouvant aller jusqu'à 81 postes, différente de celle de Corine Land Cover,,. L'Institut met également à disposition des outils permettant de visualiser par photo aérienne l'évolution de l'occupation des sols de la commune entre 1949 et 2018.

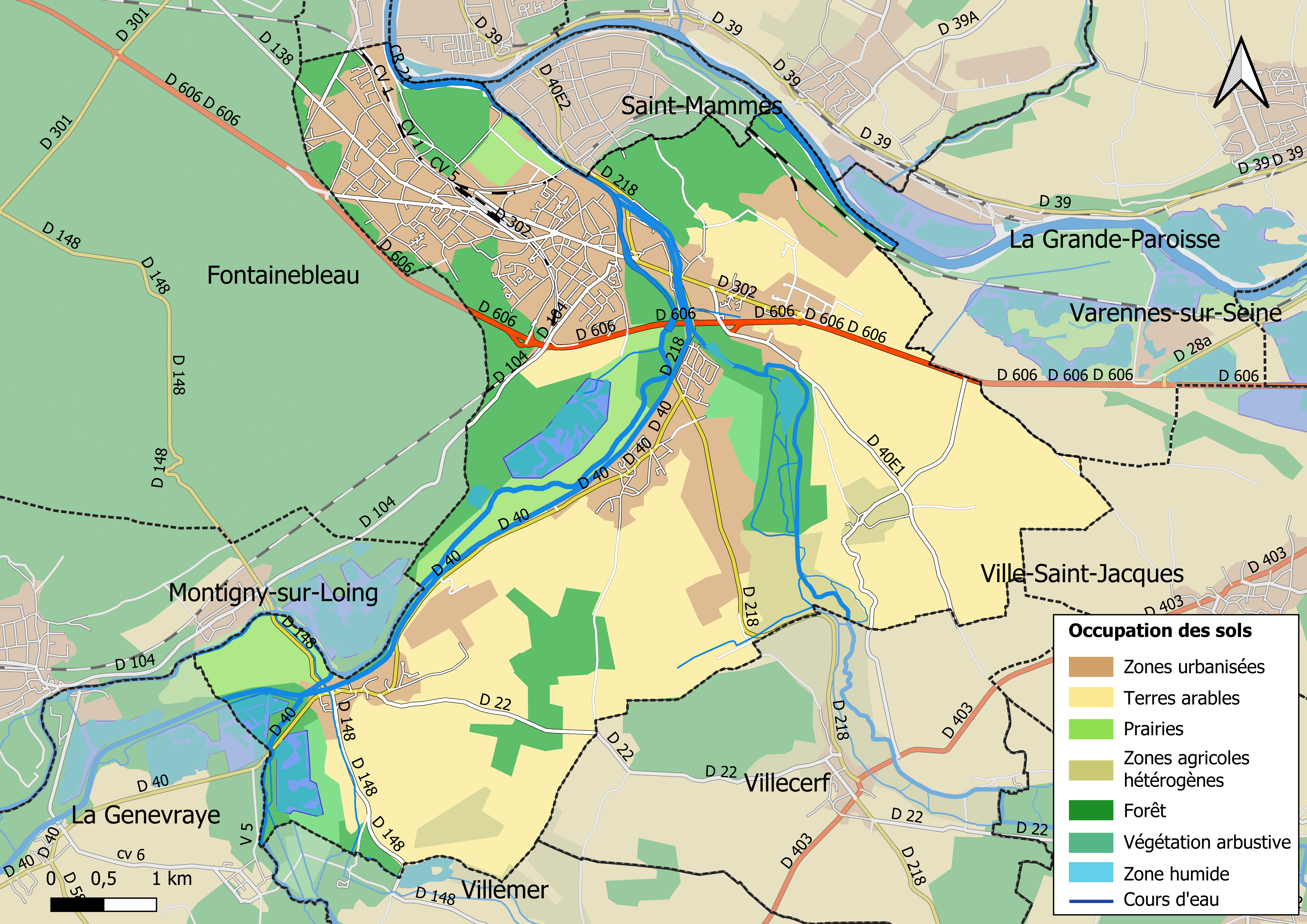
Carte des infrastructures et de l'occupation des sols en 2018 (CLC) de la commune.
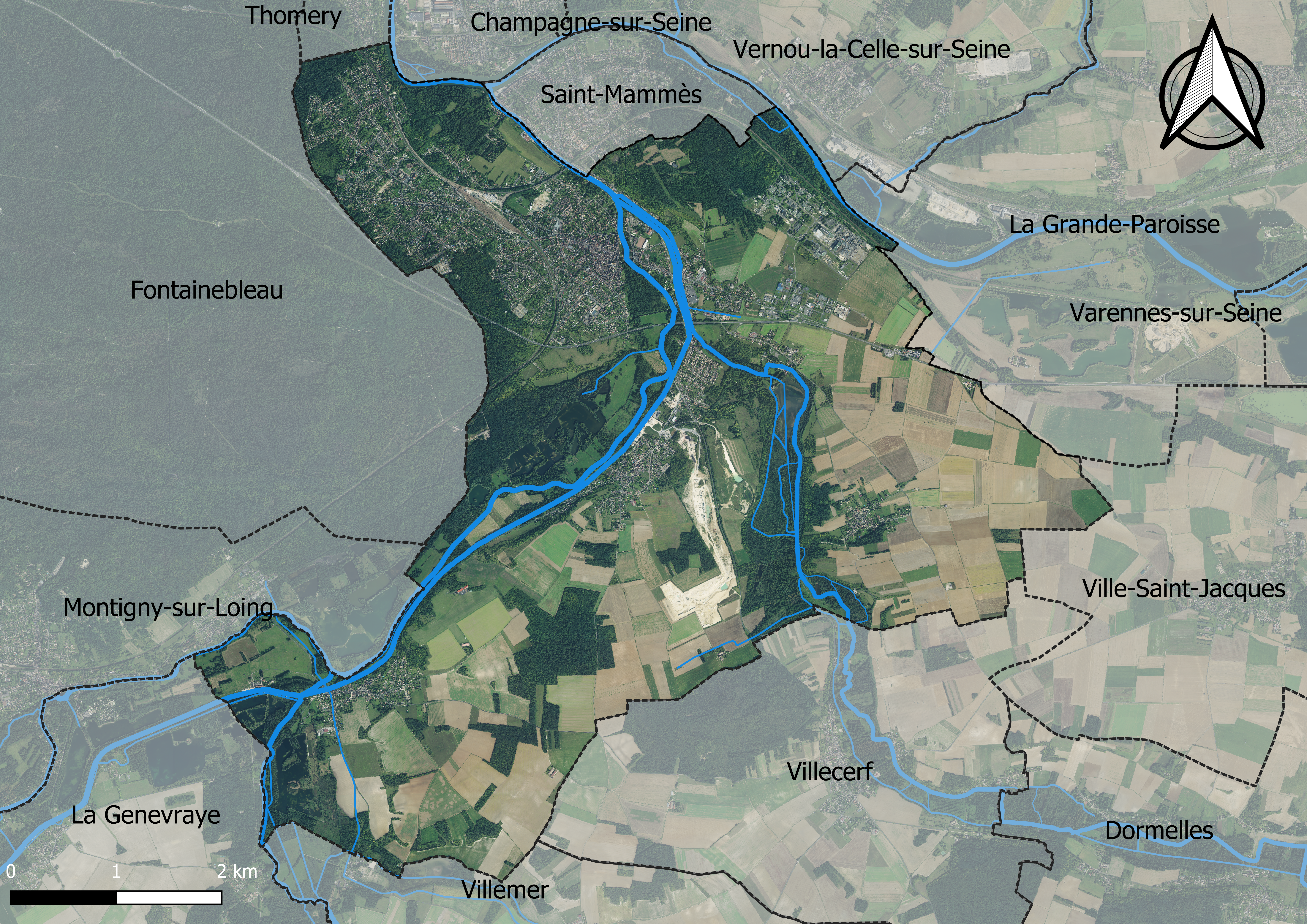
Carte orhophotogrammétrique de la commune.

### Planification
La loi SRU du 13 décembre 2000 a incité les communes à se regrouper au sein d’un établissement public, pour déterminer les partis d’aménagement de l’espace au sein d’un SCoT, un document d’orientation stratégique des politiques publiques à une grande échelle et à un horizon de 20 ans et s'imposant aux documents d'urbanisme locaux, les PLU (Plan local d'urbanisme). La commune est dans le territoire du SCOT Seine et Loing, dont le projet a été arrêté le 3 juillet 2019, porté par le syndicat mixte d’études et de programmation (SMEP) Seine et Loing rassemblant à la fois 44 communes et trois communautés de communes.
La commune disposait en 2019 d'un plan local d'urbanisme en révision. Le zonage réglementaire et le règlement associé peuvent être consultés sur le Géoportail de l'urbanisme.

### Lieux-dits et écarts

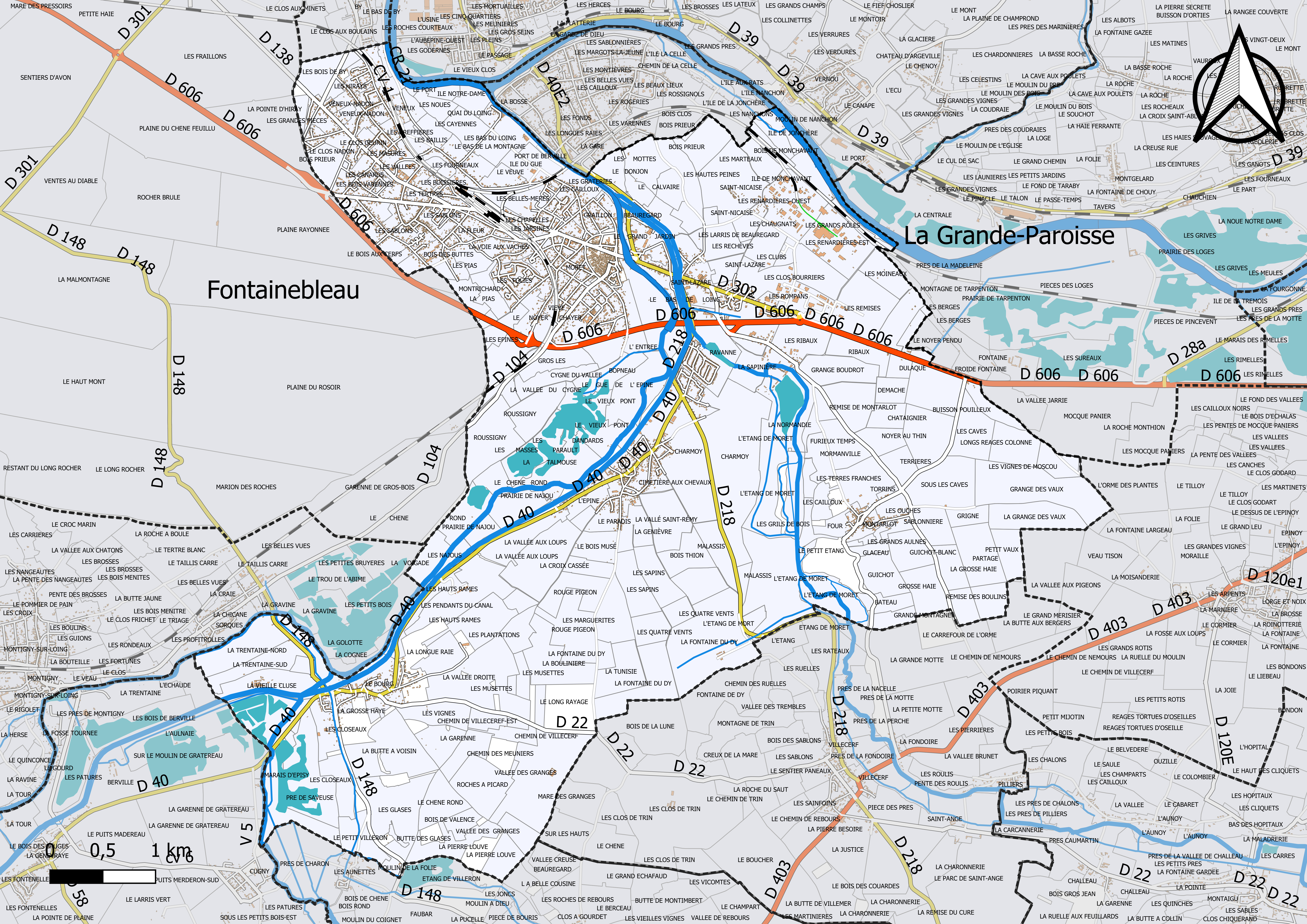
Carte du cadastre de la commune de Moret-Loing-et-Orvanne.

La commune compte 255 lieux-dits administratifs répertoriés consultables ici.

### Logement
| Logements                                        | Nombre en 2007 | % en 2007 | nombre en 2012 | % en 2012 | nombre en 2017 | % en 2017 |
| ------------------------------------------------ | -------------- | --------- | -------------- | --------- | -------------- | --------- |
| Total                                            | 5 697          | 100 %     | 5 875          | 100 %     | 5 959          | 100 %     |
| Résidences principales                           | 5 106          | 89,6 %    | 5 140          | 87,5 %    | 5 223          | 87,6 %    |
| → Dont HLM                                       | 263            | 5,1 %     | 268            | 5,2 %     | 254            | 4,9 %     |
| Résidences secondaires et logements occasionnels | 256            | 4,5 %     | 225            | 3,8 %     | 241            | 4,0 %     |
| Logements vacants                                | 334            | 5,9 %     | 510            | 8,7 %     | 495            | 8,3 %     |
| Dont :                                           |                |           |                |           |                |           |
| → maisons                                        | 4 396          | 77,2 %    | 4 595          | 78,2 %    | 4620           | 77,5 %    |
| → appartements                                   | 1 199          | 21,0 %    | 1 196          | 20,4 %    | 1 248          | 20,9 %    |

Selon les données du recensement de 2016, la part des ménages fiscaux propriétaires de leur résidence principale s'élevait à 72,6 % contre 25,4 % de locataires, dont 5,4 % de logements HLM loués vides (logements sociaux) et 2 % logés gratuitement.

### Voies de communication et transports

#### Voies de communication
La ligne de chemin de fer de Paris à Marseille traverse le territoire de la commune du nord-ouest, en provenance de Melun, au sud-est, en direction de Montereau-Fault-Yonne. Le viaduc de Saint-Mammès permet à ligne de franchir la rivière le Loing entre Moret-Loing-et-Orvanne et Saint-Mammès. Par ailleurs, la ligne de Moret - Veneux-les-Sablons à Lyon-Perrache y a son origine ; elle se dirige vers le sud-ouest en direction de Montargis.
Plusieurs routes départementales relient Moret-Loing-et-Orvanne aux communes voisines :
- la D 22, à Villecerf, au sud-est ;
- la D 40, à La Genevraye, au sud-ouest ;
- la D 104, à Fontainebleau, à l'ouest ;
- la D 138, à Fontainebleau, au nord-ouest ;
- la D 148, à Montigny-sur-Loing, au nord-ouest ; à Villemer, au sud ;
- la D 218, à Saint-Mammès, au nord ; à Villecerf, au sud ;
- la D 606 (l'ancienne route nationale 6), Fontainebleau, au nord-ouest ; à La Grande-Paroisse, à l'est ;
- la D 302 (la portion de l'ancienne N 6 qui traversait Moret-sur-Loing avant sa déviation), à Fontainebleau, au nord-ouest ; à La Grande-Paroisse, à l'est.

Le canal du Loing traverse la commune du sud-est au nord et rejoint la rivière Le Loing à la limite entre Moret-Loing-et-Orvanne et Saint-Mammès.

Sélection de vues de différentes voies de communication dans Moret-Loing-et-Orvanne indiquant la commune éphémère de Moret Loing et Orvanne.
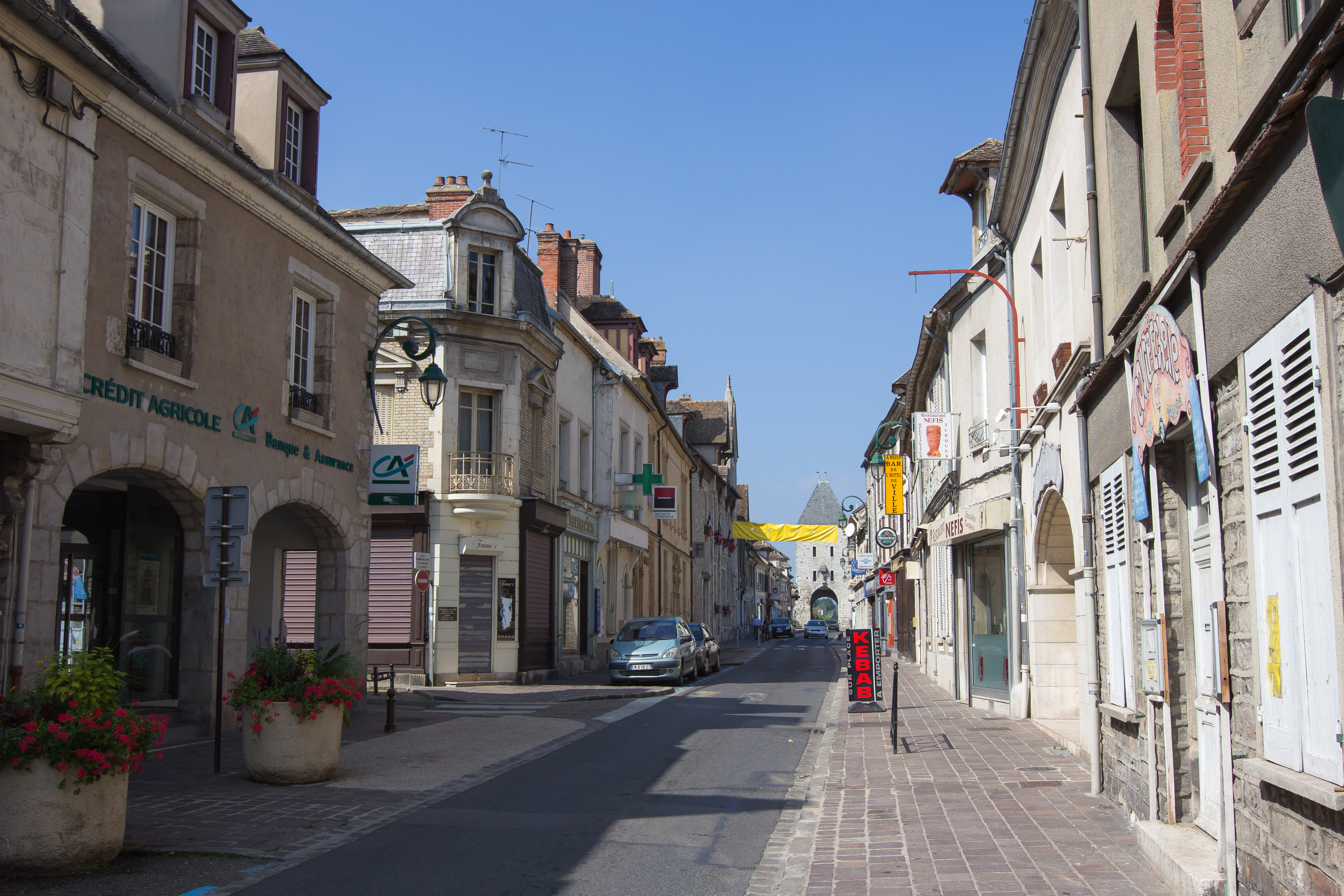
La D 302 (Rue Grande) traversant le centre de Moret-sur-Loing.
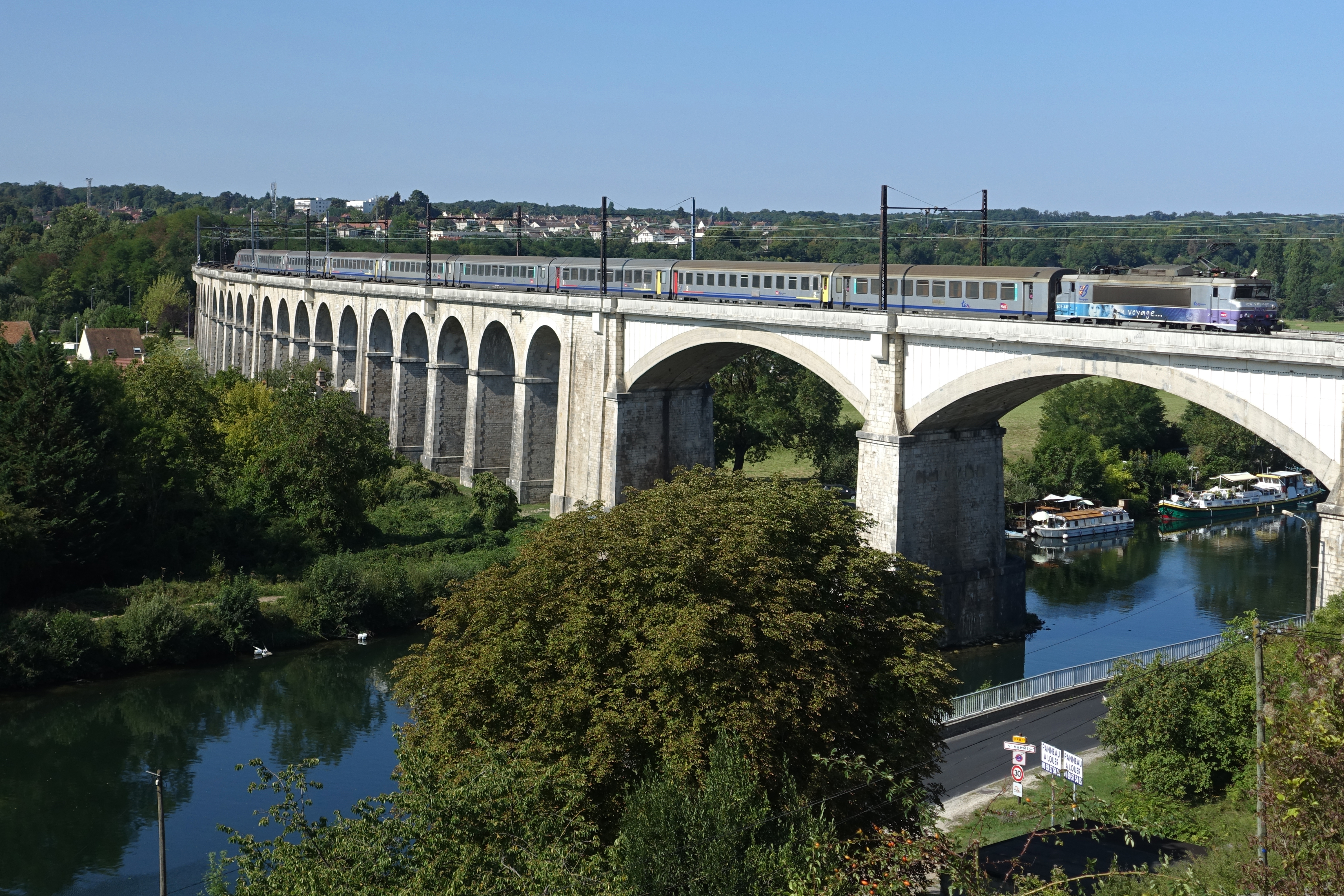
Le viaduc de Saint-Mammès.
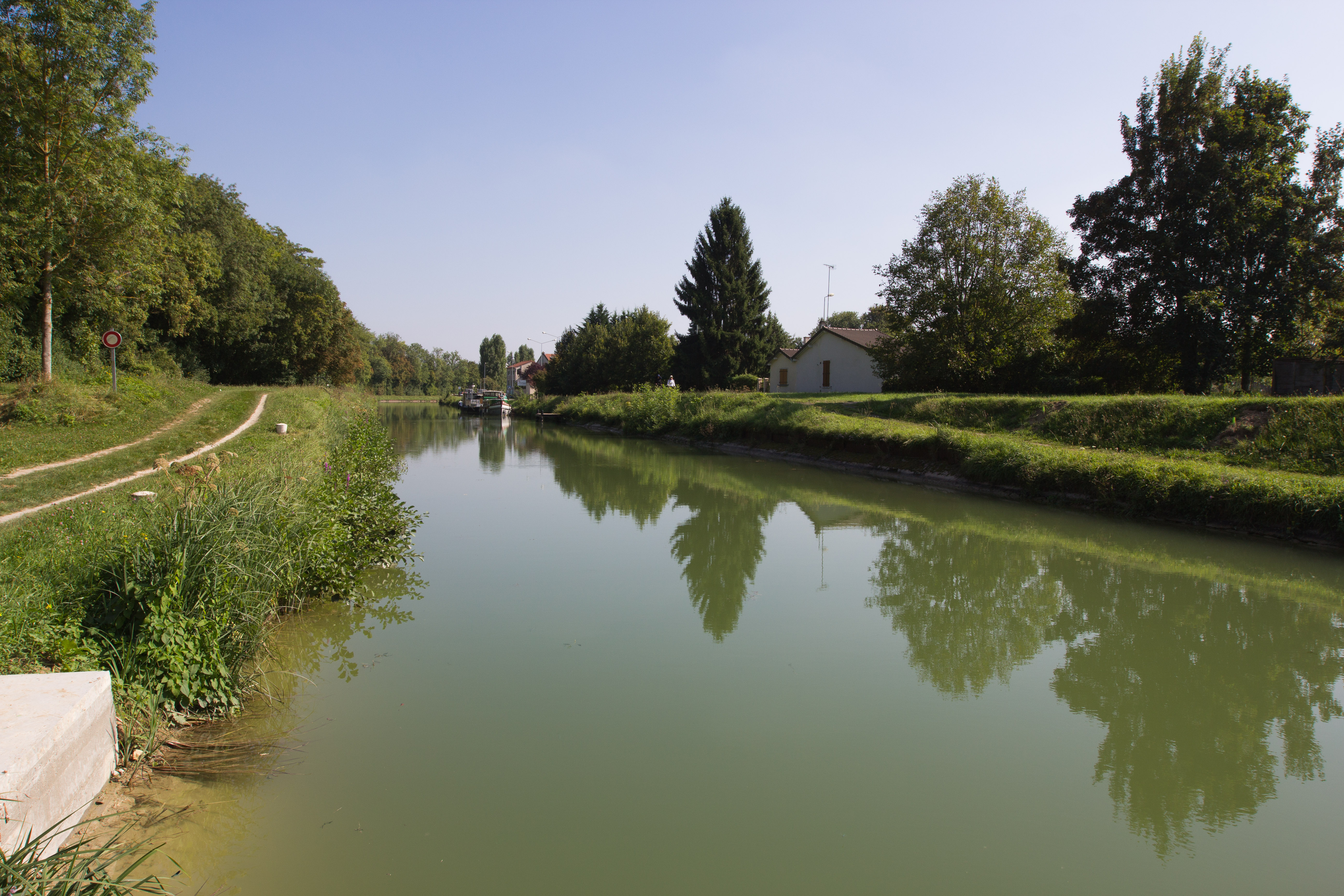
Le canal du Loing au nord de Moret-Loing-et-Orvanne.

Entrées d'agglomérations.
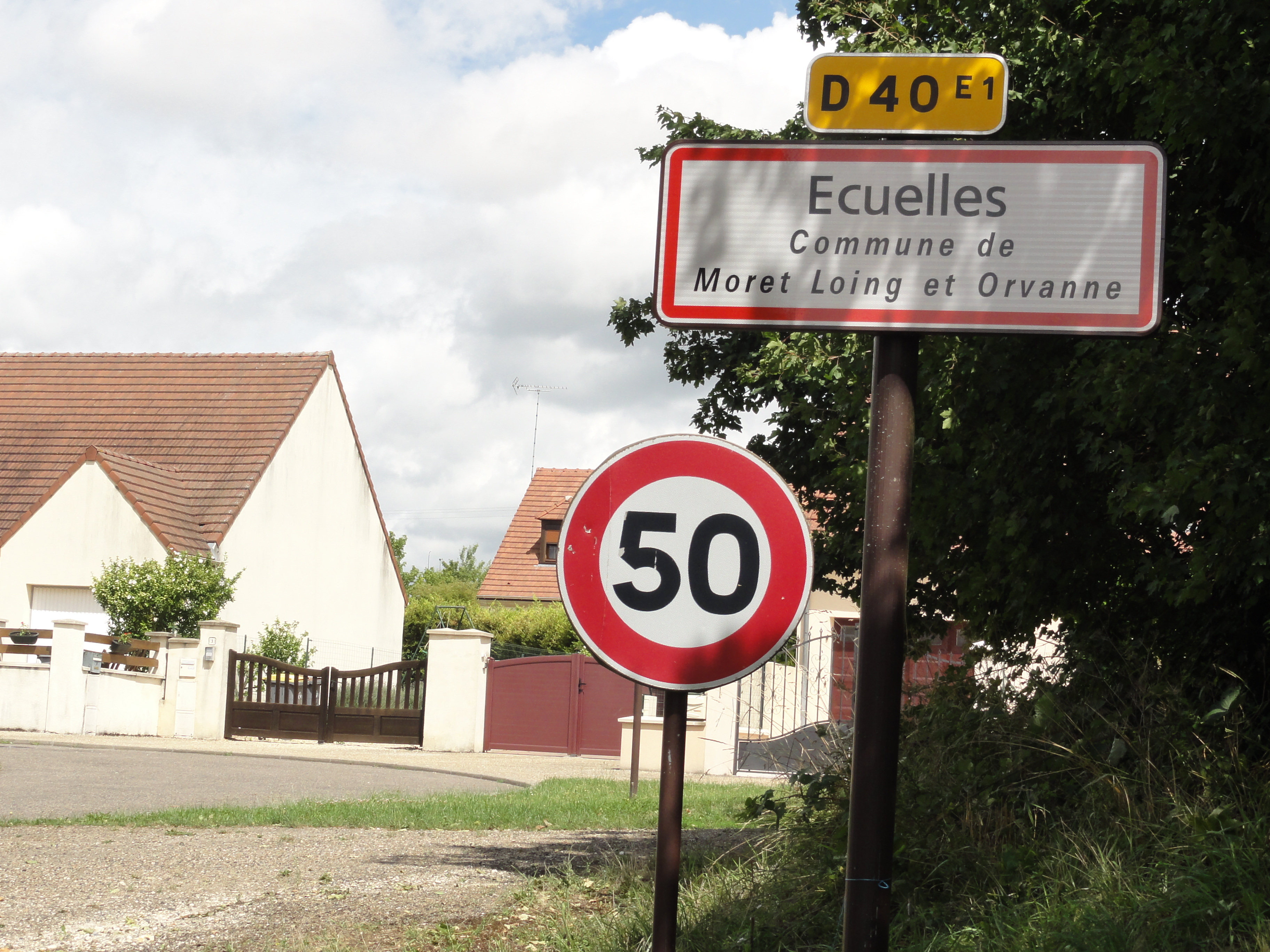
Panneau d'entrée d'Écuelles, commune de Moret Loing et Orvanne
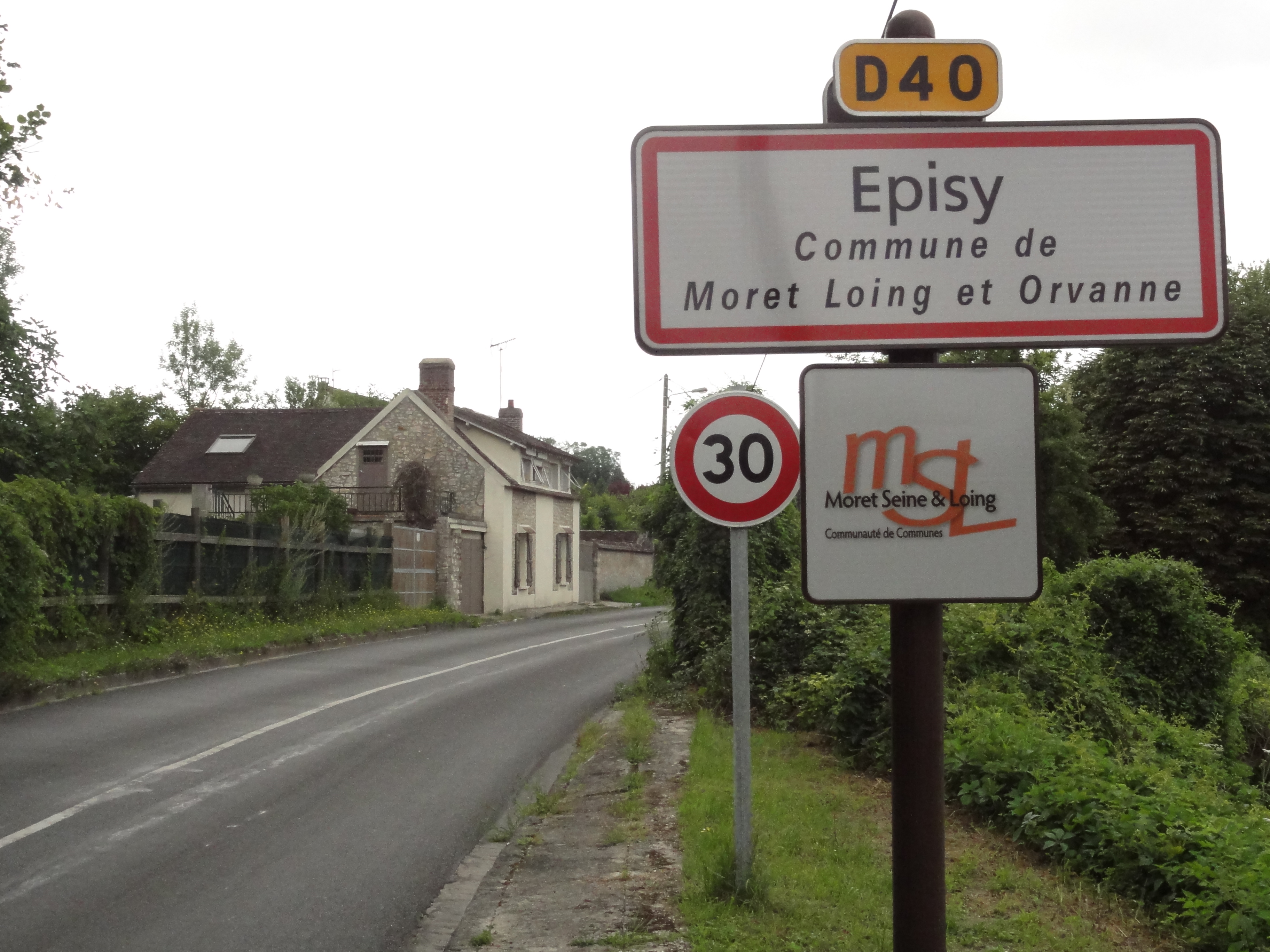
Panneau d'entrée d'Épisy, commune de Moret Loing et Orvanne
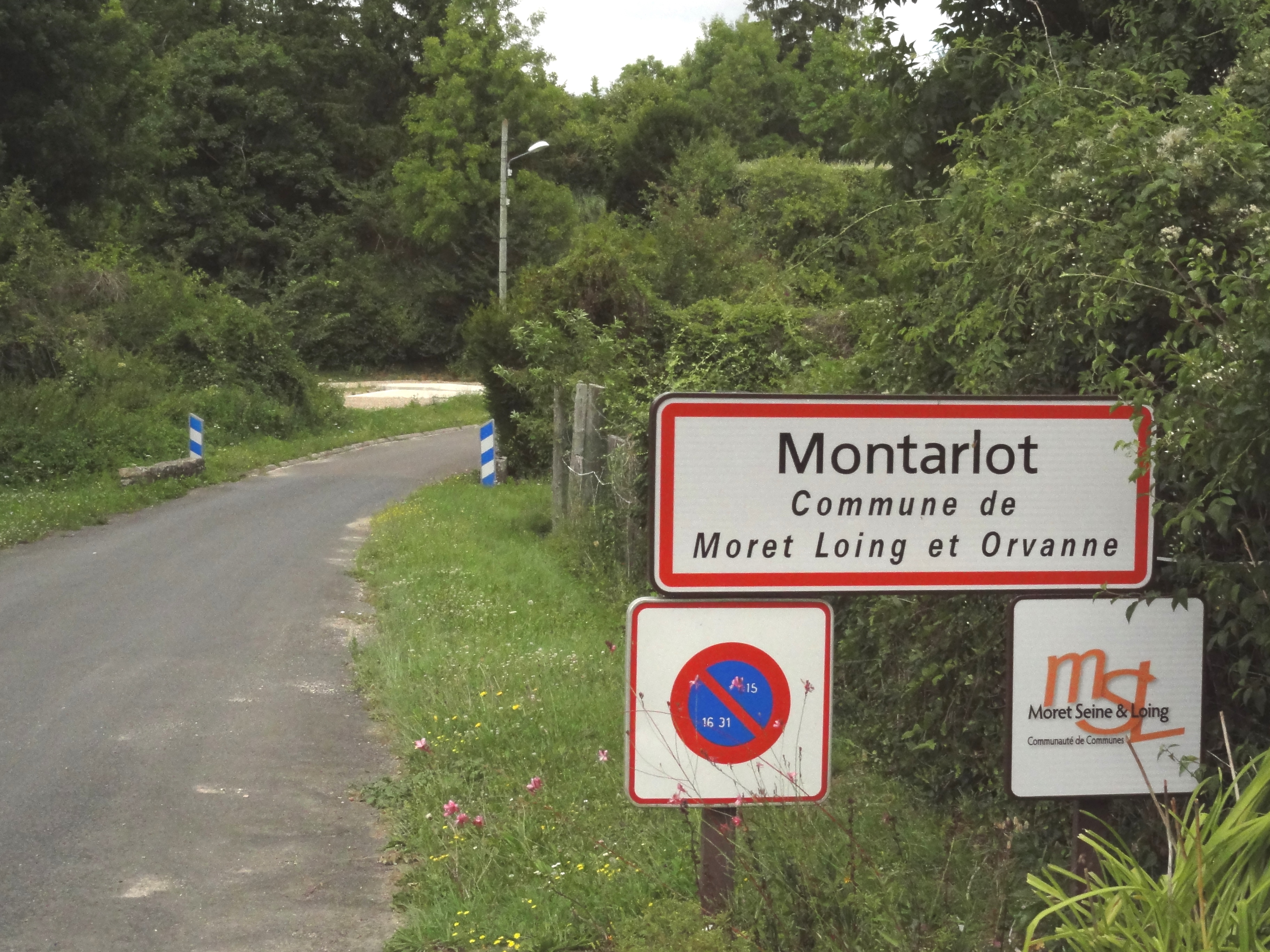
Panneau d'entrée de Montarlot, commune de Moret Loing et Orvanne
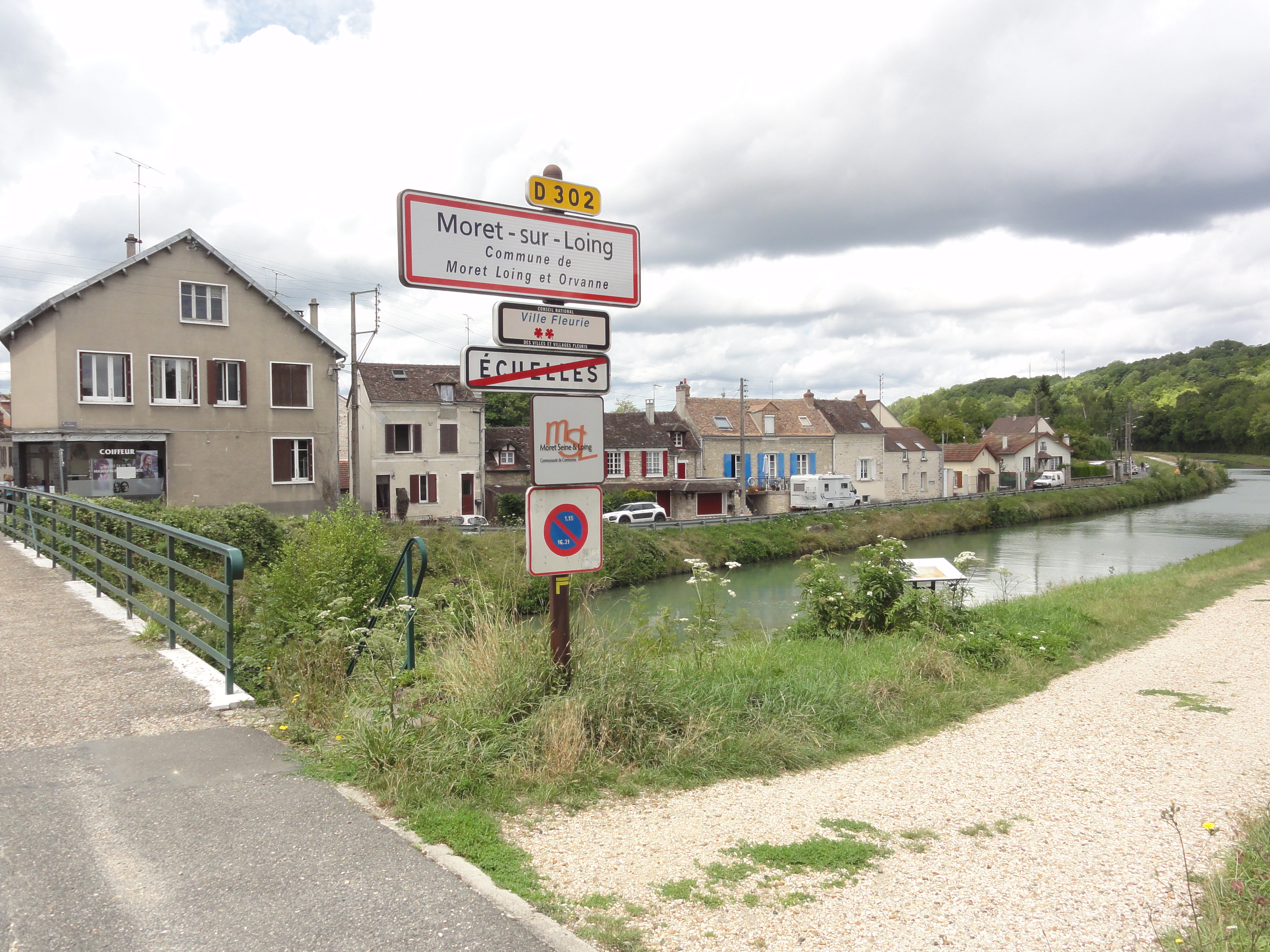
Panneau d'entrée de Moret-sur-Loing, commune de Moret Loing et Orvanne

#### Transports

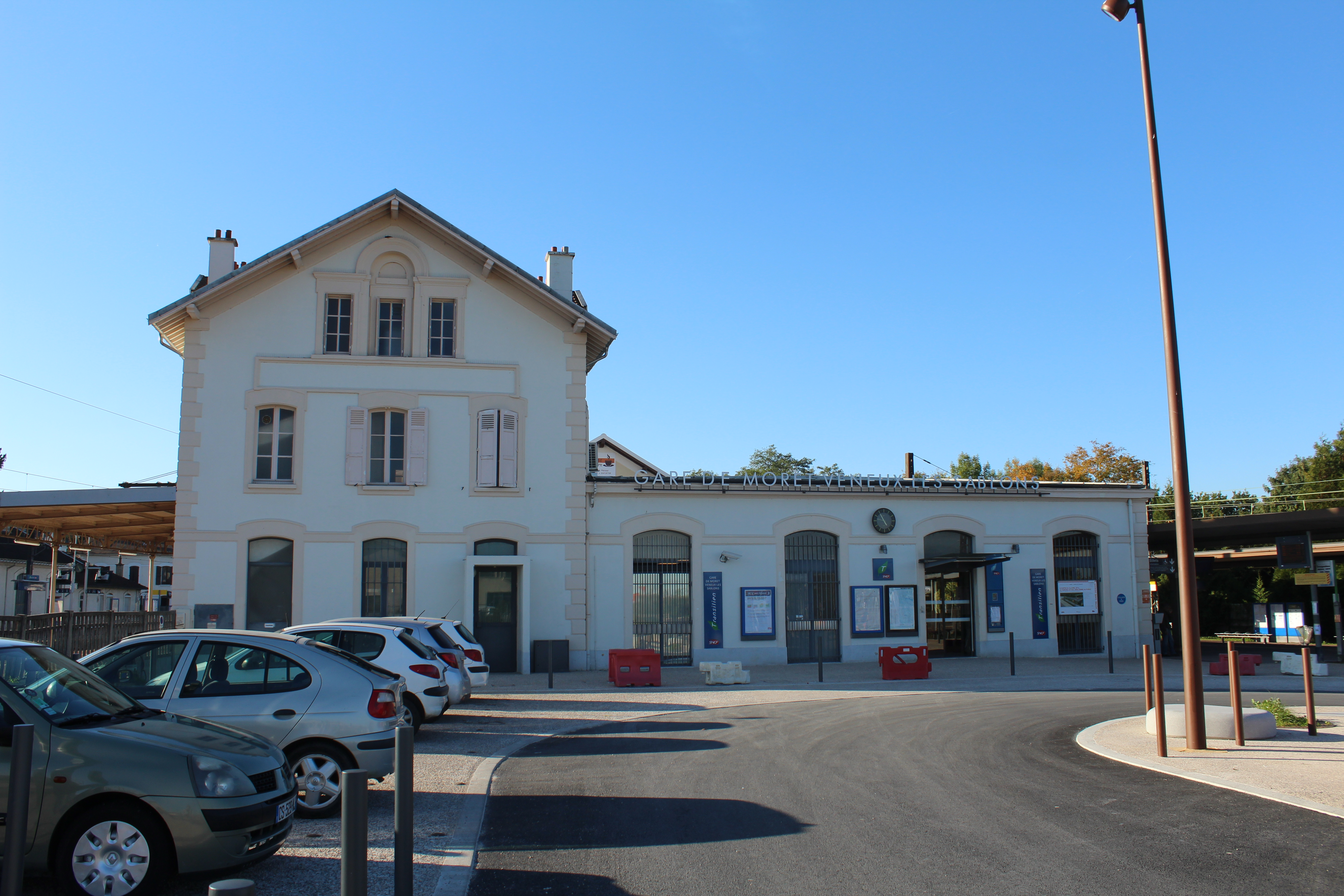
La gare de Moret-Veneux-les-Sablons.

La gare de Moret-Veneux-les-Sablons, située sur le territoire de la commune de Moret-Loing-et-Orvanne, est desservie par les trains de la ligne R du Transilien effectuant les liaisons Paris - Montereau et Paris - Montargis, ainsi que par les trains du réseau TER Bourgogne-Franche-Comté effectuant la liaison Paris - Laroche-Migennes.
Moret-Loing-et-Orvanne est desservie par plusieurs lignes de bus du réseau d'autobus d'Île-de-France :
- cinq lignes lignes du réseau de bus Vallée du Loing - Nemours :
  - la ligne 7A, qui relie Saint-Pierre-lès-Nemours à Fontainebleau ;
  - la ligne 7B, qui relie Nemours à Avon ;
  - la ligne 8B, qui relie Saint-Pierre-lès-Nemours à Héricy ;
  - la ligne 17A, qui relie Nemours à Héricy ;
  - la ligne 18B, qui relie Saint-Pierre-lès-Nemours à Montereau-Fault-Yonne ;
- sept lignes du réseau de bus Fontainebleau - Moret :
  - la ligne no 202, qui relie Villemer à Moret-Loing-et-Orvanne ;
  - la ligne no 203, qui relie Moret-Loing-et-Orvanne à Champagne-sur-Seine ;
  - la ligne no 204, qui relie Saint-Mammès à Moret-Loing-et-Orvanne ;
  - la ligne no 206, qui relie Villecerf à Champagne-sur-Seine ;
  - la ligne no 207, qui relie Villemer à Moret-Loing-et-Orvanne ;
  - la ligne no 208, qui relie Montereau-Fault-Yonne à Fontainebleau ;
  - la ligne no 211, qui relie Villecerf à Moret-Loing-et-Orvanne ;
- la ligne N137 du réseau Noctilien, reliant Paris-Gare-de-Lyon à la gare de Fontainebleau - Avon et à Montereau-Fault-Yonne.

## Toponymie
Le nom de Moret-Loing-et-Orvanne est élaboré au cours de l'année 2015, à la suite de la création de la commune nouvelle d'Orvanne, dont le nom a été localement décrié car ne faisant référence à aucune des deux communes historiques l'incluant. Ainsi, le nom de Moret-Loing-et-Orvanne permet de rendre mieux identifiable la commune nouvelle, adjoignant le nom de la commune historique de Moret-sur-Loing à celui de deux rivière traversant la commune nouvelle, le Loing (traversant les communes historiques d'Episy, Écuelles et Moret-sur-Loing) et l'Orvanne (bordant Montarlot et Écuelles avant de se jeter dans le Loing à Moret-sur-Loing).
D'abord orthographiée sans traits d'union, en tant que Moret Loing et Orvanne, à la suite d'une erreur de transcription (les noms de commune ne pouvant former des mots séparéssauf exception),, Moret-Loing-et-Orvanne voit son nom rectifié à travers la création d'une deuxième commune nouvelle en 2017.

## Histoire

### Préhistoire

#### Sépulture néolithique entumulusàSaint-Lazare
Au lieu-dit Saint-Lazare près du faubourg d'Écuelles à l'est de l'ancienne commune de Moret-sur-Loing, entre la route de Montereau (D606) et le chemin de Montarlot (D40E1) près de l'étang de Moret, se trouve un tumulus établi en sous-sol, recouvert de 25 cm de terre végétale. M. Chouquet y a trouvé des ossements humains calcinés et, dans un trou, 5 fragments de crânes ; d'après lui, deux rites de sépultures y ont eu lieu, l'un avant l'incinération et l'autre après. D'autres chambres entourées et recouvertes de pierres contenaient des axillaires, dents et morceaux de crânes ; certains à peine brûlés et d'autres complètement noircis par le feu. Selon G. Lioret, cette disparité de traitement viendrait de ce que la technique d'incinération n'était pas encore maîtrisée. Selon Broca, ces crânes s'apparentent à ceux trouvés par Chouquet au tertre Guérin (4 km à l'est, sur la Grande-Paroisse où se trouve aussi le célèbre site de Pincevent) ; deux d'entre eux montrent des traces de trépanation.
La « chambre dolménique » du tumulus, intacte, a livré un couteau en silex noir, une amulette en schiste avec deux trous de suspension, un disque en silex percé et des fragments de poterie néolithique.

#### Hallstatt final àCharmoy
Le lieu-dit Charmoy se trouve entre la D 218 et l'étang de Moret. C'est l'un des premiers sites découverts en bord de plateau autour de la confluence Yonne-Seine. Il est occupé au Hallstatt final, de la fin du VIe siècle à la deuxième moitié du Ve siècle. Il a livré des bâtiments sur pilotis, des silos et des fosses contenant une grande quantité de fragments de céramique, dont des poteries peintes ; ainsi que des vestiges d'artisanat métallurgique, avec réduction du fer et fabrication de parures moulées en bronze.

## Démographie
L'évolution du nombre d'habitants est connue à travers les recensements de la population effectués dans la commune depuis sa création.

En 2022, la commune comptait 12 576 habitants, en évolution de +0,94 % par rapport à 2016 (Seine-et-Marne : +3,92 %, France hors Mayotte : +2,11 %).
| 2016   | 2021   | 2022   |
| ------ | ------ | ------ |
| 12 459 | 12 581 | 12 576 |

## Politique et administration

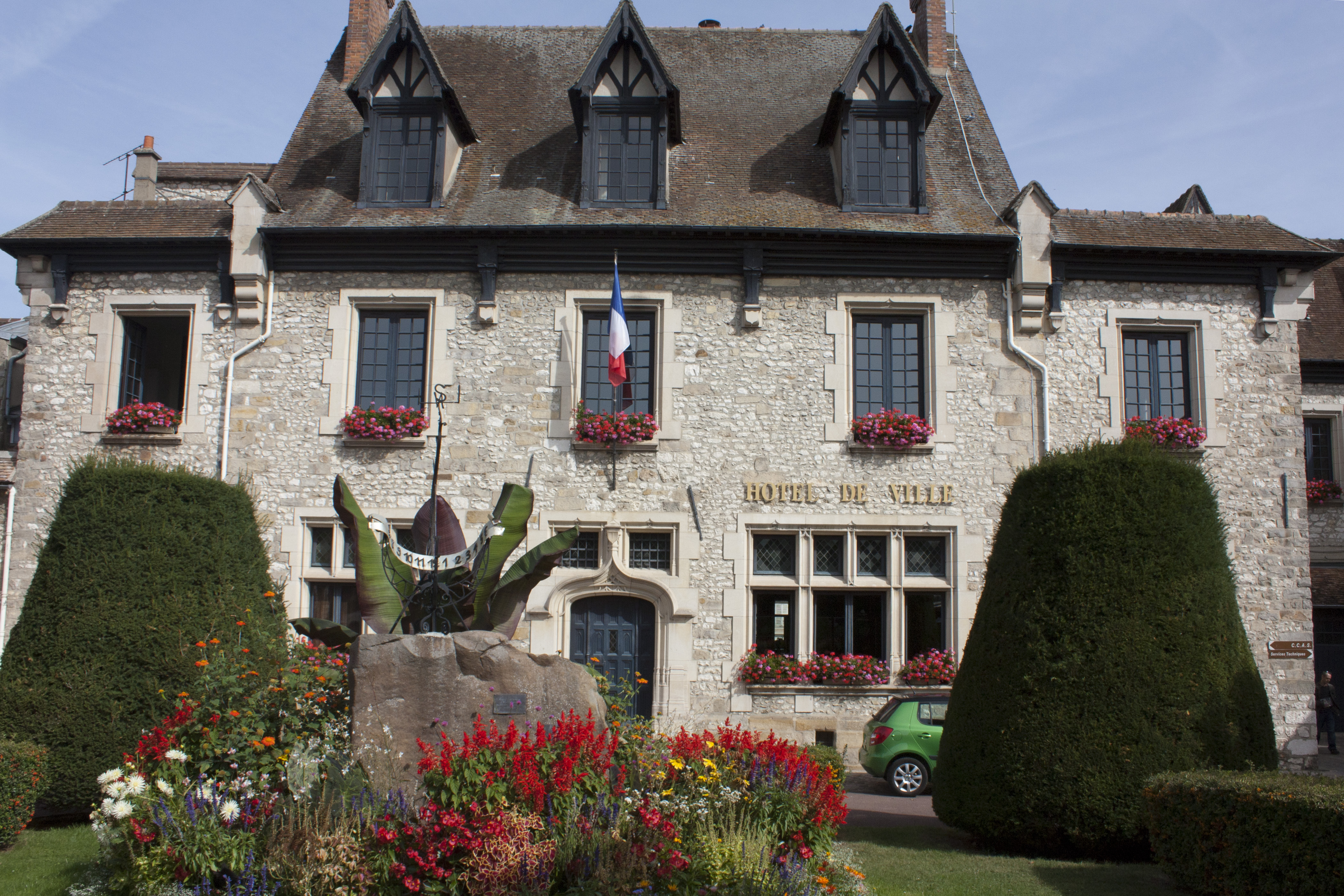
La mairie de Moret-Loing-et-Orvanne, commune déléguée de Moret-sur-Loing.

### Siège
Le siège administratif de la mairie de la commune nouvelle est situé en mairie de la commune déléguée de Moret-sur-Loing, 26 rue Grande.

### Rattachements administratifs et électoraux
Moret-Loing-et-Orvanne fait partie de l'arrondissement de Fontainebleau de Seine-et-Marne, et, pour les circonscriptions électorales, du canton de Montereau-Fault-Yonne ainsi que de la troisième circonscription de Seine-et-Marne.

### Intercommunalité
Moret-Loing-et-Orvanne est adhérente à la communauté de communes Moret Seine et Loing, dont étaient déjà membres les anciennes communes qui la constituent.

### Tendances politiques et résultats
Lors du second tour des élections municipales de 2020, les listes menées par Dikran Zakeossian (DVG) et l'ancien maire d'Écuelles Jean-Christophe Paquier (DVG) ont fusionné,, aboutissant à la victoire de cette liste par 50,11 % des suffrages exprimés, battant de 9 voix celle menée par le maire sortant Didier Limoges (DVC) et où figurait le président du conseil départemental et ancien maire Patrick Septiers (49,89 %), lors d'un scrutin marqué par 56,37 % d'abstention,.
Compte-tenu du faible écart de voix et d'irrégularités alléguées, la liste perdante a formulé un recours demandant l'annulation de ces élections. Ce recours a été rejeté par le tribunal administratif de Melun le 18 février 2021, qui a néanmoins réduit de 2 voix la différence entre les deux listes. Mais, constatant indirectement des irrégularités commises par la liste de Patrick Septiers, le Tribunal Administratif a condamné cette dernière à payer une partie des frais d'avocats de la liste arrivée en tête. Le Conseil d'État, a rejeté le recours de la liste Septiers et confirmé l'élection, jugeant qu'une lettre d’information de février 2020 du maire délégué sortant de Veneux-Les Sablons, soutien de Dikran Zakeossian, constituait bien un « abus de propagande électorale »,  mais que le délai entre cette lettre et le second tour avait évité toute altération de la sincérité du scrutin,.

### Liste des maires

#### Période 1793-2015 (anciennes communes de Moret-sur-Loing, Écuelles, Montarlot, Épisy et Veneux-les-Sablons)
Les listes des maires des anciennes communes constituant l'actuelle commune peuvent être consultées sur les articles respectifs : Moret-sur-Loing, Écuelles, Montarlot, Épisy et Veneux-les-Sablons.

#### Année 2016 (ancienne commune de Moret Loing et Orvanne)
| Période         | Période          | Identité         | Étiquette | Qualité |
| --------------- | ---------------- | ---------------- | --------- | --- |
| 25 janvier 2016 | 31 décembre 2016 | Patrick Septiers | UDI       | Enseignant en économie et gestion des entreprises Maire de Moret-sur-Loing (1989 → 2014) puis d'Orvanne (2015) puis de Moret-Loing-et-Orvanne (2017 → 2018) Conseiller général de Moret-sur-Loing (1992 → 2004) Conseiller départemental de Montereau-Fault-Yonne (2015 → ) Vice-président (2015 → 2018) puis président (2018 → ) du conseil départemental de Seine-et-Marne Président de la CC Moret Seine et Loing (2001 → ) |

#### Période 2017 à aujourd'hui
| Période         | Période                      | Identité          | Étiquette    | Qualité |
| --------------- | ---------------------------- | ----------------- | ------------ | --- |
| 23 janvier 2017 | 24 juillet 2018              | Patrick Septiers  | UDI          | Enseignant en économie et gestion des entreprises Maire (1989 → 2014) puis maire délégué (2015 → 2020) de Moret-sur-Loing Conseiller général de Moret-sur-Loing (1992 → 2004) Président de la CC Moret Seine et Loing (2001 →) Conseiller départemental de Montereau-Fault-Yonne (2015 →) Vice-président (2015 → 2018) puis président (2018 → 2021) du conseil départemental de Seine-et-Marne Maire d'Orvanne (2015) puis de Moret Loing et Orvanne (2016) Démissionnaire à la suite de son élection comme président du conseil départemental de Seine-et-Marne |
| 24 juillet 2018 | 3 juillet 2020               | Didier Limoges    | DVD puis DVC | 1er adjoint au maire de Moret-Loing-et-Orvanne (2017 → 2018) |
| 3 juillet 2020, | En cours (au 8 octobre 2021) | Dikran Zakeossian | DVG          | Ingénieur agronome Vice-président de la CC Moret Seine et Loing (depuis 2021) |

### Communes déléguées
La commune est formée par la réunion de 5 anciennes communes :
| Nom                     | Code Insee | Intercommunalité        | Superficie (km2) | Population (dernière pop. légale) | Densité (hab./km2) |
| ----------------------- | ---------- | ----------------------- | ---------------- | --------------------------------- | ------------------ |
| Moret-sur-Loing (siège) | 77316      | CC Moret Seine et Loing | 4,94             | 4 305 (2012)                      | 871                |
| Écuelles                | 77166      | CC Moret Seine et Loing | 11,81            | 2 489 (2012)                      | 211                |
| Épisy                   | 77170      | CC Moret Seine et Loing | 7,41             | 552 (2013)                        | 74                 |
| Montarlot               | 77299      | CC Moret Seine et Loing | 5,21             | 234 (2013)                        | 45                 |
| Veneux-les-Sablons      | 77491      | CC Moret Seine et Loing | 4,03             | 4 817 (2014)                      | 1 195              |

En 2016, avant l'extension de la commune nouvelle à Veneux-les-Sablons, les quatre communes déléguées disposent des maires délégués suivants :
| Mandature     | Mandature    | Moret-sur-Loing  | Moret-sur-Loing        | Moret-sur-Loing | Écuelles                | Écuelles | Écuelles | Épisy           | Épisy | Épisy | Montarlot        | Montarlot | Montarlot |
| ------------- | ------------ | ---------------- | ---------------------- | --------------- | ----------------------- | -------- | -------- | --------------- | ----- | ----- | ---------------- | --------- | --------- |
| 25 janv. 2016 | 25 nov. 2016 | Patrick Septiers |                        | UDI             | Jean-Christophe Paquier |          | PS       | Patrick Billard |       | SE    | Lionel Loeuillot |           | SE        |
| 25 nov. 2016  | 15 déc. 2016 | Patrick Septiers | Poste vacant           | Poste vacant    | Poste vacant            |          |          | Patrick Billard |       | SE    | Lionel Loeuillot |           | SE        |
| 15 déc. 2016  | 31 déc. 2016 | Patrick Septiers | Jean-Philippe Fontugne | UDI             |                         | PS       |          | Patrick Billard |       | SE    | Lionel Loeuillot |           | SE        |

Depuis l'extension de la commune nouvelle à Veneux-les-Sablons, ces communes déléguées disposent des maires délégués suivants :
| Mandature     | Mandature                 | Moret-sur-Loing      | Moret-sur-Loing | Moret-sur-Loing | Écuelles               | Écuelles      | Écuelles | Épisy           | Épisy | Épisy                       | Montarlot        | Montarlot | Montarlot      | Veneux-les-Sablons | Veneux-les-Sablons | Veneux-les-Sablons |
| ------------- | ------------------------- | -------------------- | --------------- | --------------- | ---------------------- | ------------- | -------- | --------------- | ----- | --------------------------- | ---------------- | --------- | -------------- | ------------------ | ------------------ | ------------------ |
| 23 janv. 2017 | 3 juill. 2020             | Patrick Septiers     |                 | UDI             | Jean-Philippe Fontugne |               | PS       | Patrick Billard |       | SE                          | Lionel Loeuillot |           | SE             | Michel Bénard      |                    | PS                 |
| 3 juill. 2020 | En cours (au 30 mai 2025) | Marianne Saval-Bonet |                 | DVG             | Jean-Philippe Fontugne | Katell Gaudin | PS       |                 | DVG   | Catherine Arriat-Boisserand |                  | DVG       | Hervé Jochmans |                    |                    | PS                 |

### Jumelages

#### Commune déléguée deMoret-sur-Loing
| Ville | Ville     | Pays | Pays      | Période     |
| ----- | --------- | ---- | --------- | ----------- |
|       | Kilkenny, |      | Irlande   | depuis 1990 |
|       | Külsheim  |      | Allemagne | depuis 1972 |

#### Commune déléguée deVeneux-les-Sablons
| Ville | Ville    | Pays | Pays      | Période                   |
| ----- | -------- | ---- | --------- | ------------------------- |
|       | Louny    |      | Tchéquie  | depuis le 14 juillet 2004 |
|       | Zschopau |      | Allemagne | depuis 2010               |

## Équipements et services

### Eau et assainissement
L’organisation de la distribution de l’eau potable, de la collecte et du traitement des eaux usées et pluviales relève des communes. La loi NOTRe de 2015 a accru le rôle des EPCI à fiscalité propre en leur transférant cette compétence. Ce transfert devait en principe être effectif au 1er janvier 2020, mais la loi Ferrand-Fesneau du 3 août 2018 a introduit la possibilité d’un report de ce transfert au 1er janvier 2026,.

#### Assainissement des eaux usées
En 2020, la gestion du service d'assainissement collectif de la commune de Moret-Loing-et-Orvanne est assurée par le SIA de Moret-sur-Loing St-Mammes-les-Veneux Ecuelles pour le transport et la dépollution. Ce service est géré en délégation par une entreprise privée, dont le contrat arrive à échéance le 31 décembre 2027,,.
L’assainissement non collectif (ANC) désigne les installations individuelles de traitement des eaux domestiques qui ne sont pas desservies par un réseau public de collecte des eaux usées et qui doivent en conséquence traiter elles-mêmes leurs eaux usées avant de les rejeter dans le milieu naturel. Le SIDASS de Moret Seine et Loing assure pour le compte de la commune le service public d'assainissement non collectif (SPANC), qui a pour mission de vérifier la bonne exécution des travaux de réalisation et de réhabilitation, ainsi que le bon fonctionnement et l’entretien des installations. Cette prestation est déléguée à une entreprise privée, dont le contrat arrive à échéance le 31 décembre 2025,.

#### Eau potable
En 2020, l'alimentation en eau potable est assurée par le SIDEAU Moret Seine et Loing qui en a délégué la gestion à l'entreprise Veolia, dont le contrat expire le 30 septembre 2026,,.
Les nappes de Beauce et du Champigny sont classées en zone de répartition des eaux (ZRE), signifiant un déséquilibre entre les besoins en eau et la ressource disponible. Le changement climatique est susceptible d’aggraver ce déséquilibre. Ainsi afin de renforcer la garantie d’une distribution d’une eau de qualité en permanence sur le territoire du département, le troisième Plan départemental de l’eau signé, le 3 octobre 2017, contient un plan d’actions afin d’assurer avec priorisation la sécurisation de l’alimentation en eau potable des Seine-et-Marnais. A cette fin a été préparé et publié en décembre 2020 un schéma départemental d’alimentation en eau potable de secours dans lequel huit secteurs prioritaires sont définis. La commune fait partie du secteur Bocage.

### Démographie antérieure à 2017 par ancienne commune
La population d'Écuelles varie de 362 à 2 489 habitants entre 1793 et 2012. Celle de Moret-sur-Loing évolue entre 1500 et 4305 sur la même période
- Montarlot 109 à 234 entre 1793 et 2013[114]
- Épisy 195 à 491  entre 1793 et 1999[115]
- Veneux-les-Sablons 770 à 4817 entre 1793 et 2014[116]

### Démographie sur le territoire de la commune nouvelle depuis 1968
| 1968  | 1975  | 1982  | 1990   | 1999   | 2007   | 2012   | 2017   |
| ----- | ----- | ----- | ------ | ------ | ------ | ------ | ------ |
| 7 969 | 8 666 | 9 502 | 10 960 | 12 200 | 12 466 | 12 369 | 12 214 |

### Presse
- La République de Seine-et-Marne, hebdomadaire du groupe Publihebdos paraissant le lundi. Traite de l'actualité locale des alentours de Fontainebleau et Nemours;
- L'Éclaireur du Gâtinais, hebdomadaire du groupe Centre France paraissant le mercredi. Traite de l'actualité locale du Montargois et du sud Seine-et-Marne.

## Économie

### Revenus de la population et fiscalité
En 2017, le nombre de ménages fiscaux de la commune était de 5 307 (dont 68 % imposés), représentant 12 424 personnes et la  médiane du revenu disponible par unité de consommation  de 25 270 euros.

### Emploi
En 2017, le nombre total d’emplois dans la zone était de 3 360, occupant 5 419 actifs  résidants.
Le taux d'activité de la population (actifs ayant un emploi) âgée de 15 à 64 ans s'élevait à 70,1 % contre un taux de chômage de 6,8 %.
Les 23,1 % d’inactifs se répartissent de la façon suivante : 10,1 % d’étudiants et stagiaires non rémunérés, 7,8 % de retraités ou préretraités et 5,2 % pour les autres inactifs.

### Entreprises et commerces
En 2017, le nombre d'établissements actifs était de 326 dont
2 dans l'agriculture-sylviculture-pêche, 33 dans l’industrie, 39 dans la construction, 203 dans le commerce-transports-services divers et 49  étaient relatifs au secteur administratif.
Ces établissements ont pourvu 3 025 postes salariés.
En 2019,  124 entreprises ont été créées sur le territoire de la commune, dont 104 individuelles.

## Culture locale et patrimoine

### Lieux et monuments

#### Territoire de Veneux-les-Sablons

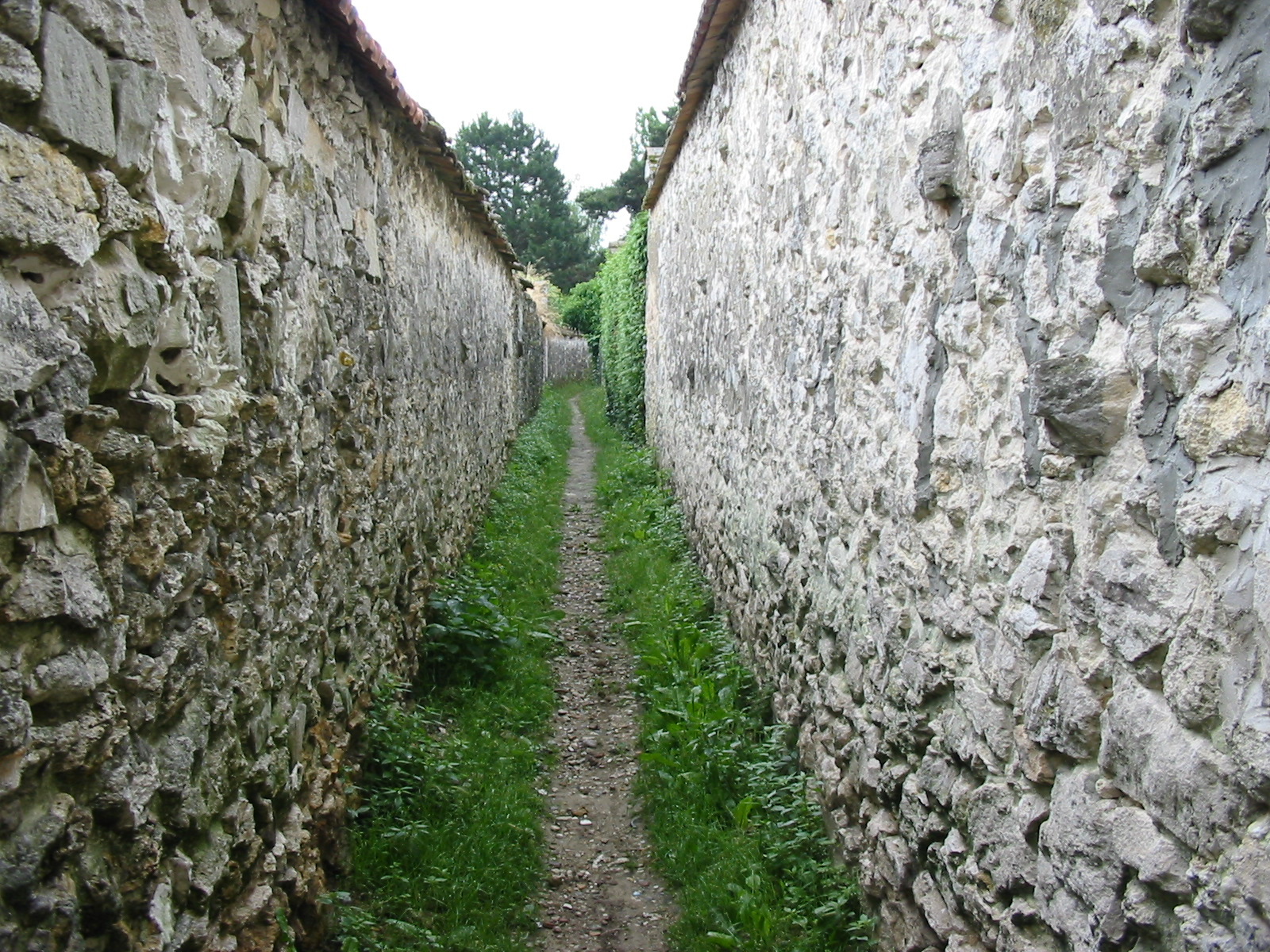
Une venelle.

- Église Saints-Philippe-et-Jacques (1828, agrandie en 1959). Le 10 janvier 2016, elle est ravagée par un incendie accidentel, détruisant une grande partie de la charpente et a priori — selon le préfet de Seine-et-Marne — dû à un système de chauffage défectueux[121].
- Mur de pommiers (XVIIIe siècle) - 134 bis, avenue de Fontainebleau.
- Villa les Greffières (fin XVIIe siècle) - 35, rue Victor-Hugo.
- Villa l'Aiglon (XIXe siècle) - 35, avenue de Fontainebleau.
- Lavoir (XIXe siècle, restauré en 1985 par le maire Jean Michel Regnault), alimenté par la source Nadon - chemin du Lavoir.
- Viaduc du chemin de fer au-dessus du Loing (1849).
- Passerelle de l'aqueduc de la Voulzie (1926) reliant la ville à Champagne-sur-Seine en traversant la Seine.
- Dans la salle d'honneur de la mairie, on peut admirer des œuvres de Dropsy, Montezin et Varlet.
- On trouve aussi de pittoresques venelles serpentant entre les anciens murs à vigne (chasselas de Thomery).

### Personnalités liées à la commune

#### Territoire de Veneux-les-Sablons

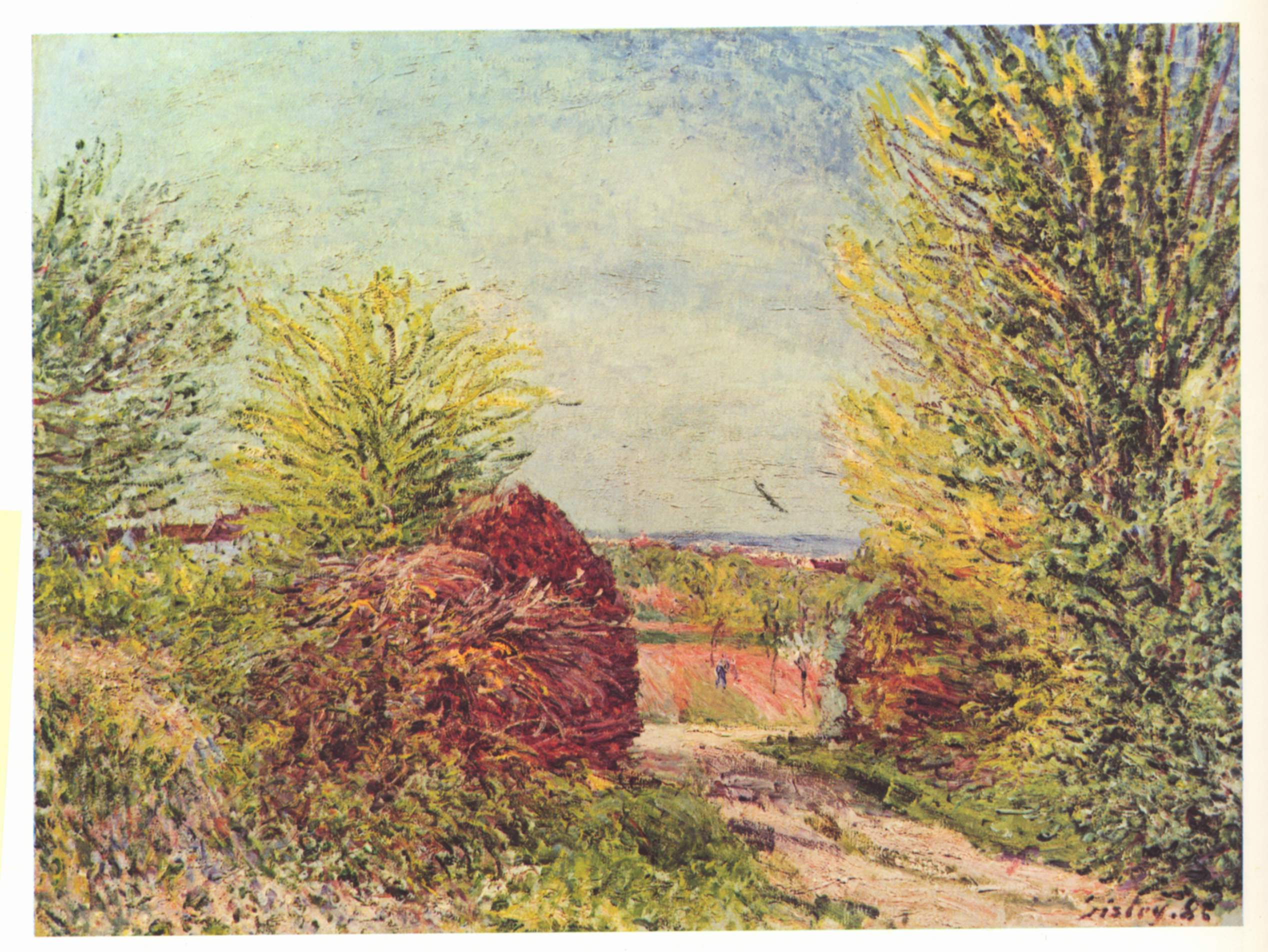
Chemin dans Veneux-Nadon au printemps par Alfred Sisley.

Beaucoup de peintres sont passés par Veneux-les-Sablonsau XIXe siècle et au début du XXe siècle (les six premiers ont leur rue dans la commune) :
- Rosa Bonheur (1822-1899), artiste peintre et sculptrice française qui a vécu à By sur l'actuelle commune de Thomery.
- Alfred Sisley (1839-1899), peintre anglais a résidé à la villa l'Aiglon et a peint au moins 67 toiles représentant Veneux-les-Sablons.
- Camille Varlet (1872-1942), peintre français né et décédé à Veneux.
- Maurice Martin (1894-1978), peintre paysagiste français.
- Léon Richet (1838-1907), peintre de l'école de Barbizon.
- Pierre Eugène Montézin (1874-1946), peintre post-impressionniste français amoureux de l'Île-de-France, résida 18 ans à Veneux. La maison qu'il habitait conserve des fresques de sa main.
- Eugène Lavieille (1820-1889), peintre français de l’École de Barbizon, a habité aux Sablons dans les années 1870-1880. Il y a peint, ainsi qu’à Moret-sur-Loing et dans les environs.
- Camille Pissarro (1830-1903), peintre impressionniste puis néo-impressionniste français d'origine danoise.

Mais aussi d'autres artistes :
- Ambroise Thomas (1811-1896), compositeur français.
- Henri Dropsy (1885-1969), sculpteur et graveur médailleur français, décédé à Veneux.
- Sarah Bernhardt (1844-1923), actrice française qui a séjourné à la villa l'Aiglon (laquelle serait nommée en son honneur, par référence à la pièce d'Edmond Rostand).
- Octave Mirbeau (1848-1917), écrivain, critique d'art et journaliste français y a séjourné en 1901 et y a perdu son chien Dingo, qui lui inspirera son roman Dingo.
- Jacques Madeleine (1859-1941) écrivain et poète qui a habité Les Sablons dans la rue qui porte maintenant son nom : Allée du poète Jacques Madeleine.
- Marie Degrandi (1859-1945), chanteuse lyrique soprano, pensionnaire de l'Opéra-Comique et épouse en secondes noces du photographe Paul Nadar, meurt à Moret-sur-Loing[122].

Personnalités locales
- Claude Bernard, député de Seine-et-Marne en 1792, a voté la mort avec sursis de Louis XVI (la rue qui porte son nom ne fait pas référence au célèbre physiologiste).
- Paul Guignebault (1871-1931), peintre-graveur et illustrateur né dans cette ville.
- Jean Alexandre Chevrier, maire (1929-1942) qui a particulièrement marqué la commune. Homme d'affaires (il fut propriétaire du buffet de la gare de Paris-Est), il fit construire le groupe scolaire qui porte son nom.

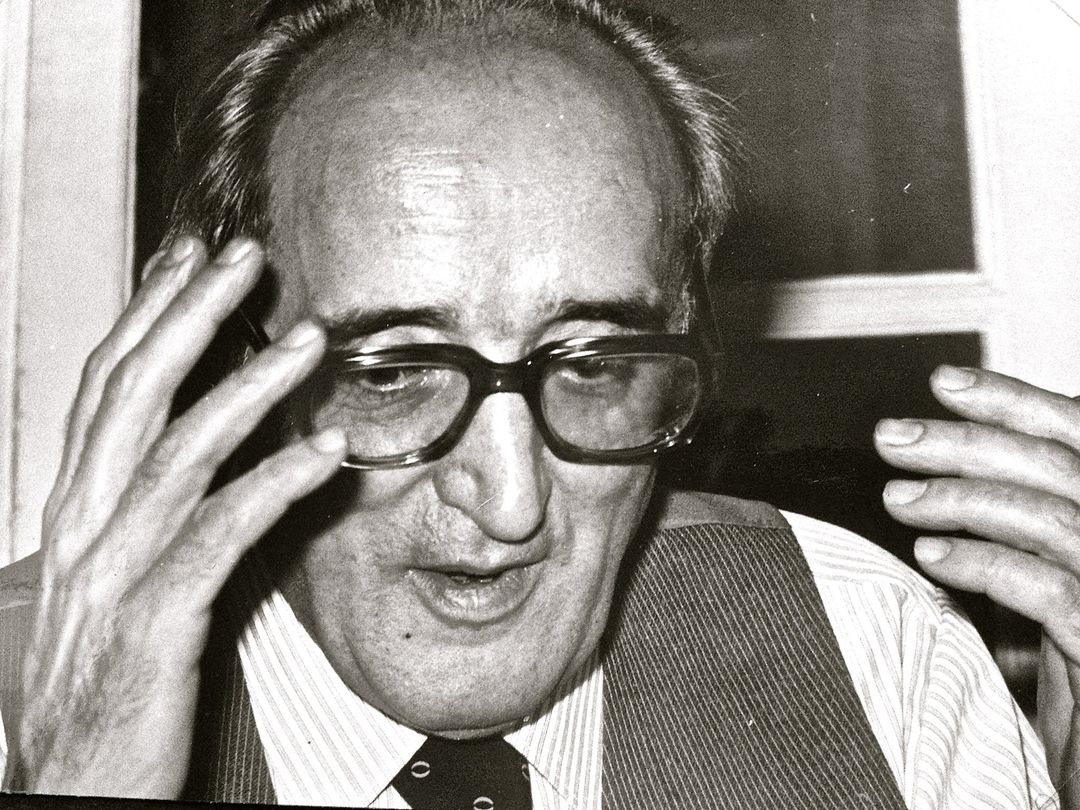

- Jean Michel Regnault, maire de 1983 à 1989, conseiller municipal de 1965 à 1994 et député suppléant de Seine-et-Marne (député Didier Julia) de 1967 à 1986. Secrétaire général des conseils des prud'hommes et chevalier de l'Ordre national du Mérite. Homme de culture et historien il fit agrandir la mairie de Veneux-les-Sablons, fit construire une salle de spectacles et d'expositions qui porte son nom et restaura le lavoir du XIXe siècle. Auteur du livre de référence de la commune et un autre sur sa commune de naissance Champagne-sur-Seine, il termina  son troisième livre avant sa mort. Il fut aussi le directeur de la Revue culturelle des amis de Moret. Né à Champagne-sur-Seine en 1924, il est mort à Fontainebleau en mai 1994. En 2011 six générations de Regnault ont vécu ou vivent à Veneux-les-Sablons.
- Erik Rothman (1863-1893), sculpteur d'origine suédoise, a vécu et est décédé à Veneux.

Personnalités liées à une tradition spirituelle
- Dagpo Rimpotché, un grand lama tibétain gelugpa, il a fondé en 1978 la congrégation Ganden Ling de l'école du bouddhisme tibétain, située à Veneux-les-Sablons.
- Thoupten Phuntshog (1923-2014), un moine bouddhiste tibétain gelugpa et un geshé, proche de Dagpo Rimpotché.